# Carl Fagerberg

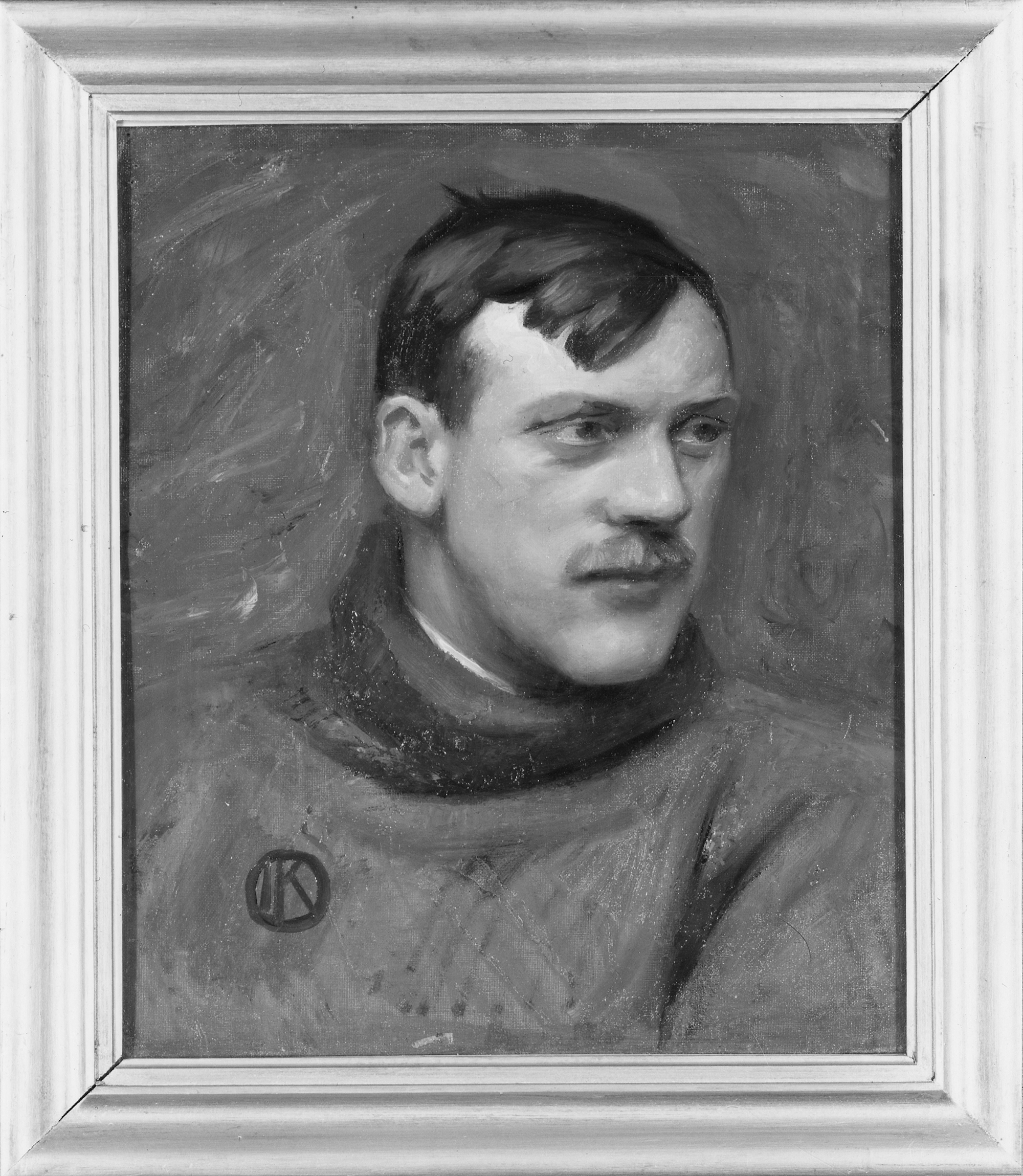
Carl Fagerberg 1906 porträtterad av Ivar Kamke 1906, olja på duk, 47x38 cm. Nationalmuseum, Gripsholmssamlingen.

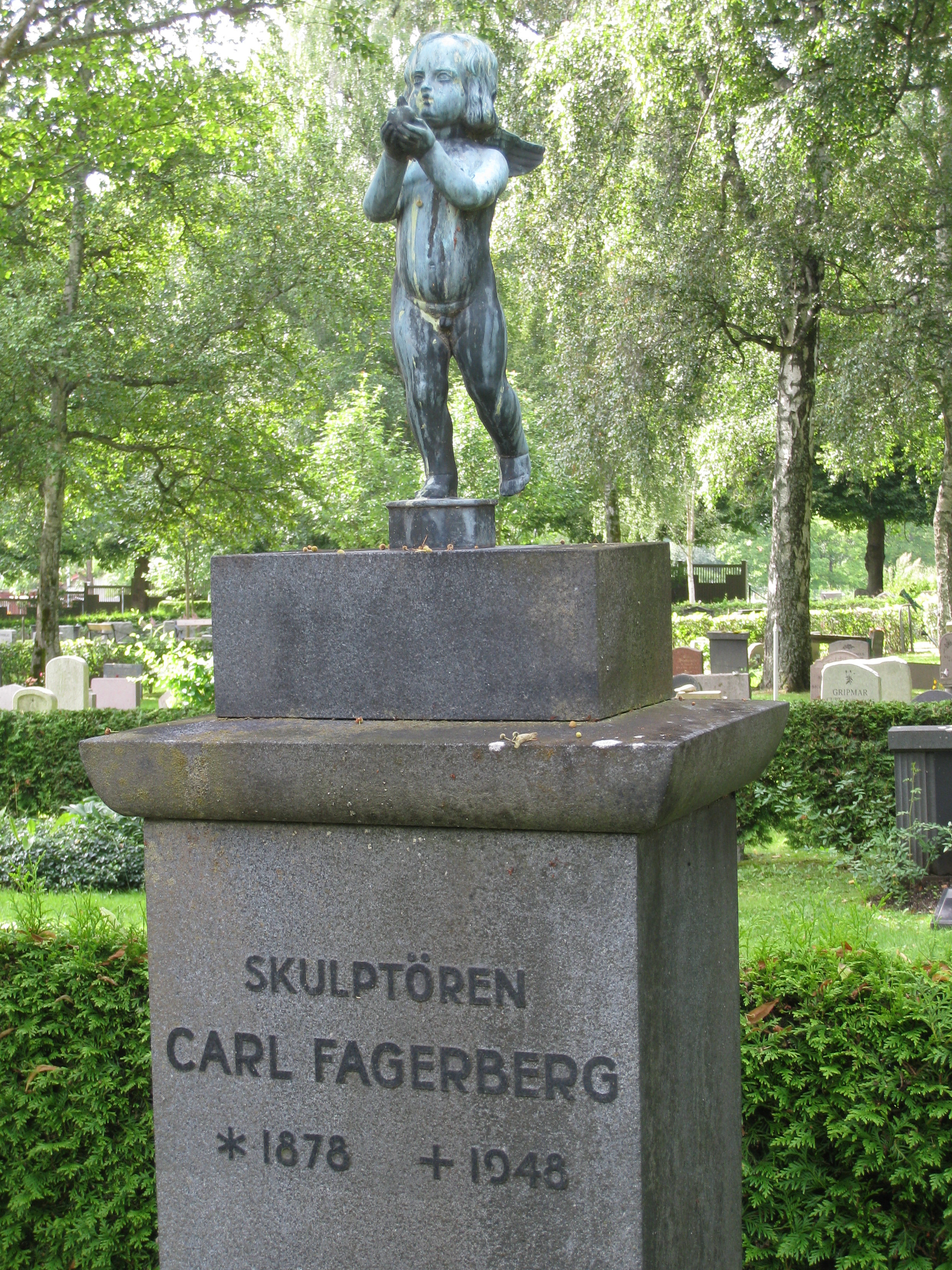
Carl Fagerbergs gravvård på Bromma kyrkogård kröns av en av hans skulpturer.

Carl Wilhelm Fagerberg, född 3 november 1878 på Dalarö i Dalarö socken i Stockholms län, död 23 april 1948 i Maria Magdalena församling i Stockholm, var en svensk skulptör. Han arbetade främst som skulptör i en realistisk anda, men även som medaljgravör.

## Allmänt
Carl Fagerberg är känd för porträttskulpturer, skulpturer av djur och idrottare samt för utsmyckningar i kyrkor, såsom i Svenska kyrkan i Paris (1913), Swedenborgskyrkan i Stockholm (1927), Skellefteå kyrka (1927), Staffanskyrkan i Gävle (1931), Luleå domkyrka (1938), Havstenssunds kapell (1938) och Fjärås kyrka (1941). Han anlitades för utsmyckningar av profana offentliga byggnader såsom telegrafhusen i Göteborg och Örebro och Katedralskolan, Linköping (tidigare Linköpings allmänna läroverk). Bland gravmonument av Carl Fagerberg kan nämnas ett över grosshandlare Carl Anders Danielsson (1918) på Norra begravningsplatsen i Stockholm. Han har även signerat medaljer och plaketter, däribland flera avsedda till idrottspris. Han bodde och arbetade i Sundbybergs stad. Arvid Knöppel studerade skulptur för honom.
Carl Fagerberg levde under sina senare år i ganska stor tillbakadragenhet, men i yngre år deltog han i kamratumgänget konstnärer emellan med frisk aptit. Trots att han drog sig tillbaka fortsatte han med rik konstnärlig alstring. Av de skiftande stilströmningarna påverkades han inte mycket. I konstverken i sina ungdomsverk grundade han en måttfull realism, han grundade sin formgivning på ett säkert naturstudium. Denna stil blev han i stort sett trogen under alla år. Formgivningen fick med åren ett tillskott av lätt arkaiserande stildrag med en god dekorativ verkan. Enligt Birgitta Lager och Erik Lindberg har Fagerbergs konst ett bestämt manligt drag och hans person gav intryck av kraft och trygghet.
Carl Fagerberg kallades "Kalle Skakis", men han hade ett glatt lynne och ett rättframt sätt. Bland vänner och kamrater var han mycket uppskattad. I Albert Engströms hem var han en gärna sedd gäst. Han tillhörde det glada skärgårdssällskapet Pelarorden. Det svenska ordenssällskapet grundades i Stockholms skärgård redan 1892. Pelarordens grundare och förste hövding var Axel Hultman och en av ordensbröderna var Albert Engström. Carl Fagerberg skapade 1943 bysten vid Albert Engströms grav på Hults kyrkogård i Småland.
Malin Engström Tufvesson (1897–1967), dotter till Albert Engström, skriver i en nekrolog om Carl Fagerbergs barnasjäl och varma hjärta. Ett år efter Carl Fagerbergs bortgång, 1949, inrättade man ett minnesrum i hembygdsmuseet i Sundbyberg, Sundbybergs stadsmuseum. Där finns nu de arbeten, modeller och skisser och andra verk av honom som var i hans ägo då han avled. Sundbybergs Hembygdsförening startades redan 1934 av "världens bästa sakletare" Henning Österberg (1899-1988), han var författare, journalist och lokalhistoriker. Henning Österberg flyttade till Sundbyberg 1911 och intresserade sig tidigt för Sundbybergs historia och kultur och fick år 1920 uppdraget av Sundbybergs köping att bevaka kulturminnen i kommunen. Hembygdsföreningens huvudsakliga uppgift idag är att driva Sundbybergs stadsmuseum och förvalta dess samlingar och arkiv.
Carl Fagerberg ligger begravd på Bromma kyrkogård i Stockholm.

## Familjeförhållanden, ateljé och bostad
Carl Fagerberg var son till byggmästaren och snickarmästaren i Sundbyberg Johannes Fagerberg och hans hustru Sofia Sandberg. Carl Fagerberg var också själv bosatt i Sundbyberg i många år. Efter sina studieresor till Frankrike, Tyskland, Italien och Tunisien återvände han till Stockholm 1909.
När Carl Fagerberg 1909 återvände hem till Sverige öppnade han ateljén på Prästgårdsgatan 3 på Södermalm i Stockholm. Hans bostad låg först på Sjöstugan vid Bällsta bro i Lilla Alby i södra hörnet av Sundbyberg i nuvarande Centrala Sundbyberg. Men på 1920-talet flyttade han till Sankt Paulsgatan 6 i Stockholm och sista tiden var han bosatt i sin ateljé på Prästgårdsgatan 3. Han avled i sin ateljé på Prästgårdsgatan i Stockholm den 23 april 1948. Carl Fagerberg var ogift. Hela hans kvarlåtenskap tillföll Sundbybergs kommun. Hans skulpturer och statyetter signerades "C. Fagerberg".

### Konstnärsgården på Maria Prästgårdsgata 3
I en 1700-talsgård i fastigheten Nederland mindre 9 vid Maria Prästgårdsgata 3 (som före 1930 hette Prästgårdsgatan) på Södermalm i Stockholm inrättade han sin ateljé. I ateljén på Prästgårdsgatan inrymdes även flera andra konstnärsateljéer runt den grönskande gården och där hade förutom skulptören Christian Eriksson, som var fastighetens ägare, även bland andra konstnärerna Nils Kreuger, Oscar Hullgren, Sven Erixson och Stig Blomberg haft sina ateljéer. Carl Fagerberg hade sin ateljé här. I denna stimulerande arbetsmiljö stannade Fagerberg livet ut. Carl Fagerberg och Nils Kreuger verkade här samtidigt som skulptören Christian Eriksson. Fastigheten övertogs efter Christian Erikssons död 1935 av hans barn och levde kvar som ateljé. Erikssons ateljé disponerades till en början av Carl Fagerberg och därefterde av skulptörerna Åke Jönsson och Liss Eriksson, som var Erikssons yngste son. Bland övriga konstnärer som haft ateljé på gården kan nämnas Vera Nilsson, Emil Johanson-Thor och Bo Beskow. Konstnärsgården på Maria Prästgårdsgata 3 ligger innanför gathuset, som är från 1773, och den skapades av Ragnar Östberg och Christian Eriksson tillsammans. Det var när Eriksson kom hem från Paris 1897 som han ville skapa ett hem för sig och sin familj och det blev denna gård på Södermalm.

### Bilder ateljé och bostad

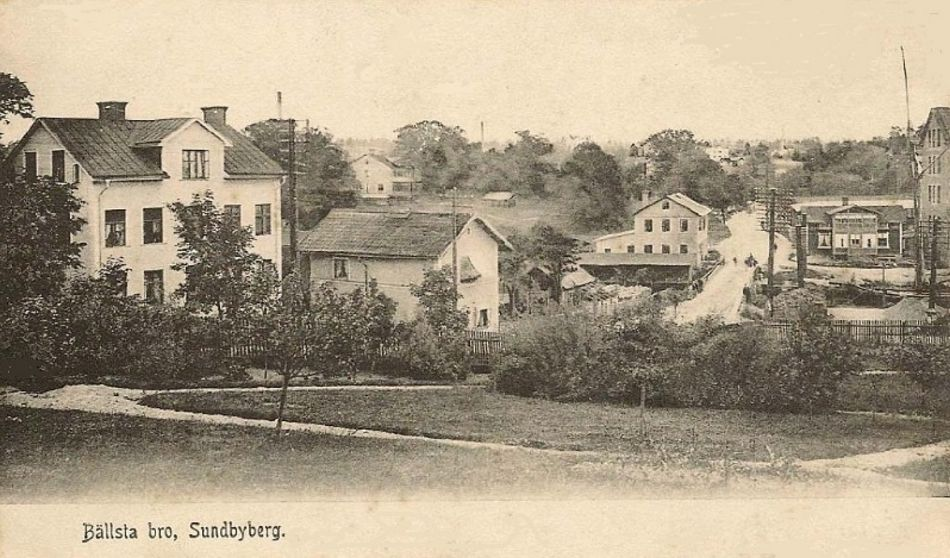
Vy från Mariehäll mot Bällsta bro, omkring 1905. Huset till vänster på andra sidan bron var en takrosettfabrik. Huset till höger om bron var skulptören Carl Fagerbergs hem Sjöstugan.
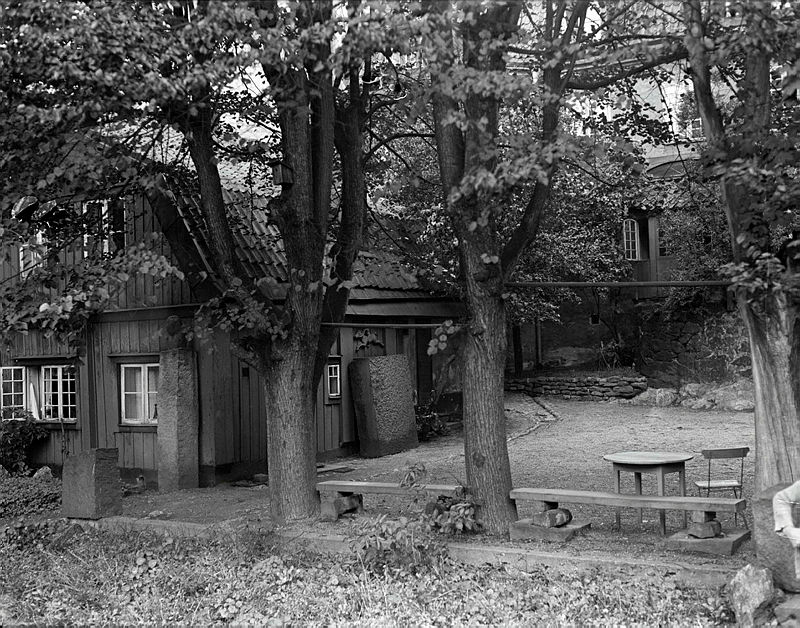
Carl Fagerbergs ateljé på Prästgårdsgatan 3 på Södermalm, nuvarande Maria Prästgårdsgata 3 i kvarteret Nederland mindre 9, 1938.
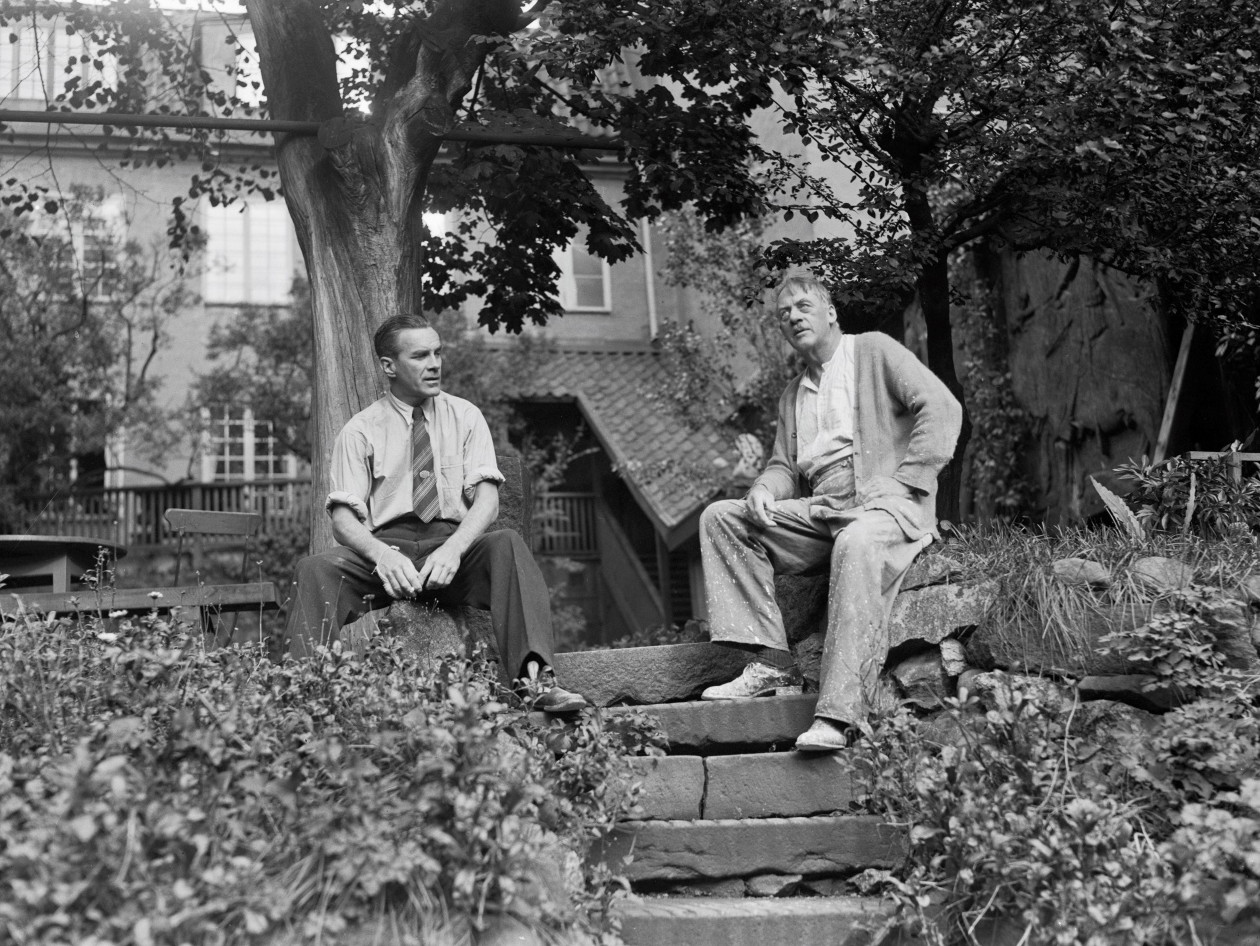
Vid skulptören Christian Erikssons konstnärsateljé på Kvarnberget på Maria Prästgårdsgata 3 på Södermalm, oktober 1938. Till vänster Bo Beskow och till höger Carl Fagerberg.

## Nordiska spelen

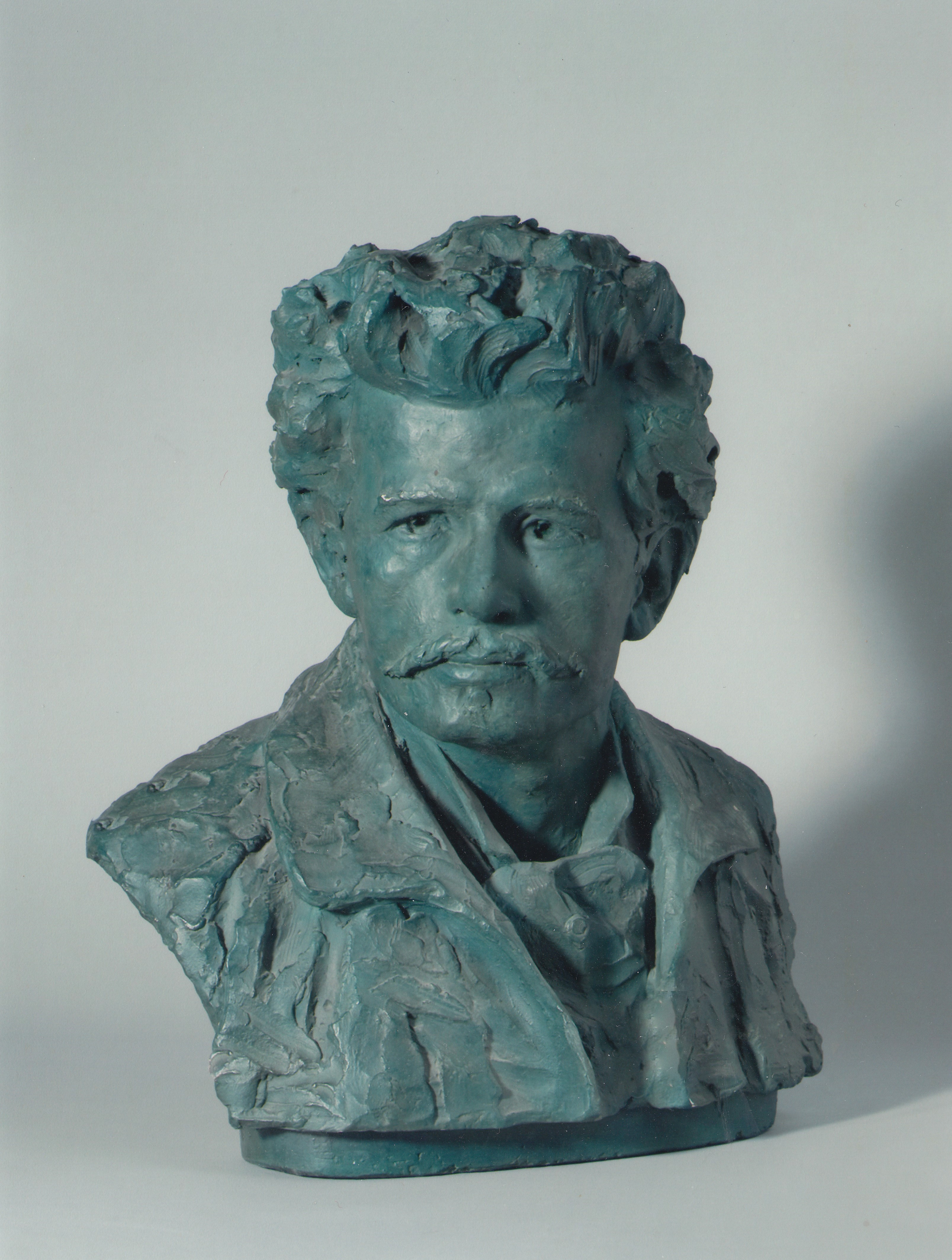
Konstnären David Wallin, bronspatinerad gipsbyst skulpterad av Carl Fagerberg, 1902. Vid sockeln finns inristat "Calle F-g". David Wallin och Carl Fagerberg var studiekamrater på Konstakademien i Stockholm åren 1902-1905. Gipsavgjutningen av bysten från 1902 gjordes av Herman Bergmans Konstgjuteri. Konstakademien, Stockholm.

Carl Fagerberg utövade själv idrott som ung och när sparkstötting var en trend i Sverige, tävlade han i den idrottsgrenen för klubben Sundbybergs IF i Nordiska spelen 1901, som ägde rum i Stockholm. Bland de mottävlande återfanns den då blivande boxaren Oscar "Bellis" Carlsson. Fagerberg vann två tävlingar i distanserna 2500 respektive 5000 meter, vilka genomfördes den 15 februari 1901 tillsammans med en tredje distans om en engelsk mil. Det beskrevs som att Fagerberg sparkade både kraftigt och snabbt, men också att han var varit listig och förslagen, eftersom han vid lämpliga tillfällen sparkade bort broddarna för sina svåraste konkurrenter.

## Studietiden
Carl Fagerberg studerade vid Tekniska skolan i Stockholm, och var elev Konstakademien i Stockholm från augusti 1902 till 1905. Han fick genomföra studierna vid Tekniska skolan och Konstakademien under stora ekonomiska försakelser. En av hans studiekamrater vid Konstkademien var konstnären David Wallin, som studerade på Konstakademien 1898-1904, en annan studiekamrat var konstnären John Bauer, som studerade vid Konstakademien 1900-1905. Hans studiekamrat Ivar Kamke, som studerade vid Konstakademien åren 1900-1905, utförde 1906 ett porträtt i olja av Carl Fagerberg. Om Ivar Kamke har Carl Fagerberg berättat att han redan under de första teckningslektionerna för Axel Kulle förvånade alla genom sin flinkhet och formsäkerhet i krokierna efter nakenmodell. Kamke hade en brådmogen fallenhet för figur- och genremåleri och gjorde sig tidigt känd som en talangfull porträttör.

## Studier i utlandet
Därefter bedrev han konststudier utomlands i Tyskland, Frankrike, Ryssland och Italien. Han erhöll även Konstakademiens Jenny Linds resetipendium på 3000 kronor årligen under tre år, 1906-1908. Under sina utomlandsstudier vistades han huvudsakligen i Paris, men han gjorde resor till Danmark, Tyskland, Österrike, Italien, Frankrike, Tunisien, England, Spanien, Portugal, Nederländerna, Belgien, Ryssland och Finland. Efter återkomsten från stipendieresorna ställde Carl Fagerberg ut ett 40-tal arbeten år 1909. Dessa arbeten pekade fram mot flera av hans kommande arbetsfält, nämligen djurstudier, idrottsmän, en fontängrupp med mera. Men hans större figurkompositioner rönte dock vid denna utställning kritik.Under åren 1910-1911 gjorde han en studieresa till Italien, Nordafrika och Spanien.

## Medaljer och hedersomnämnande

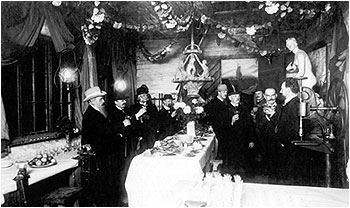
Carl Fagerberg 4:e från vänster vid Herman Bergman Konstgjuteris 15-årsjubileum den 20 oktober 1909.
Från vänster Herman Hägg, Erik Lindberg, Otto Strandman, Carl Fagerberg, Adolf Lindberg, Carl Eldh, Axel Tallberg och Herman Bergman.

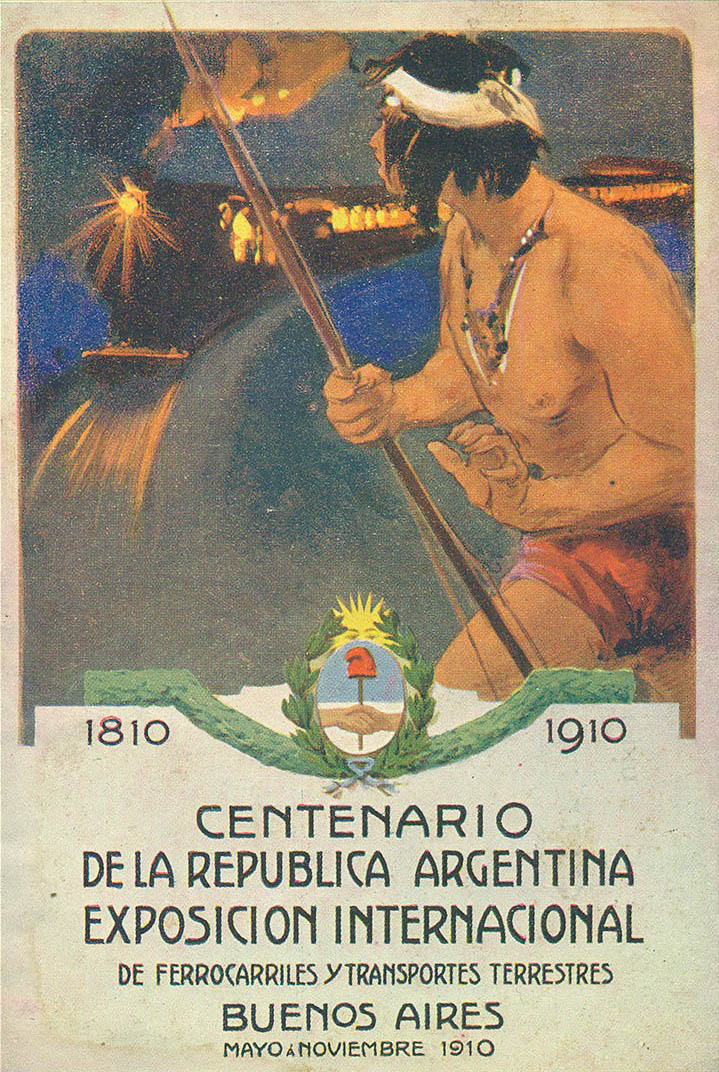
Carl Fagerberg erhöll silvermedalj i skulptur vid "Exposición Internacional del Centenario", som hölls i Buenos Aires i Argentina 1910.

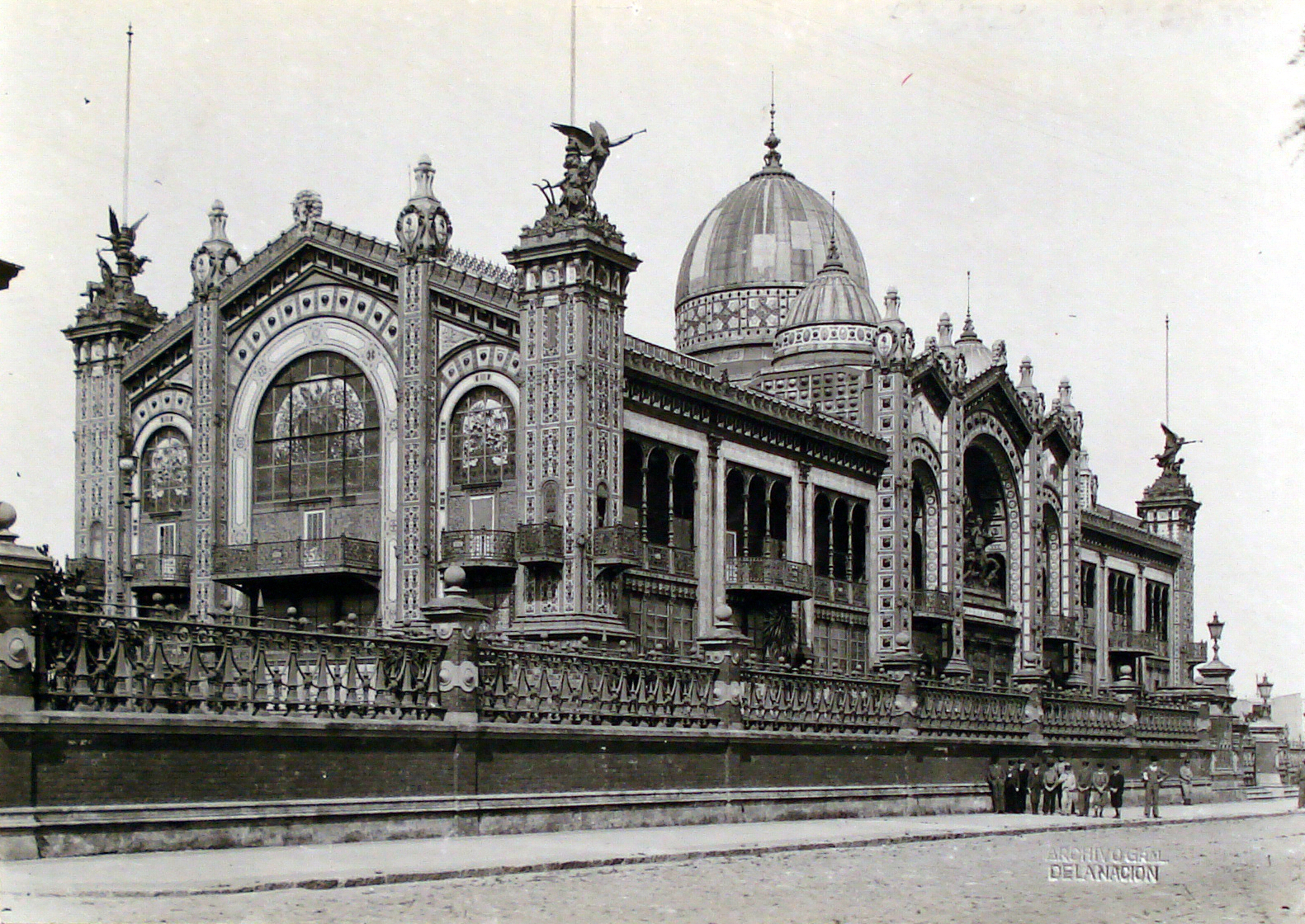
Den argentinska paviljongen vid konstutställningen "Centennial International Expo" vid París en Plaza San Martín i Buenos Aires i Argentina 1910.

Som skulptör mottog han Konstakademiens andra medalj (1904), eller kanslersmedaljen, och tilldelades det Ribbingska stipendiet (240 kronor) samt lovord i anatomi (1904). Året därefter fick han den Konstakademiens kungliga medalj (1905) och det Ribbingska stipendiet  (270 kronor).
Skulptörer och bildhuggare brukade anlita Herman Bergman Konstgjuteri för att gjuta sina skulpturer och konstföremål i brons. När konstgjuteriet jubilerade, 15-årsjubileum, den 20 oktober 1909 närvarade Carl Fagerberg tillsammans med arkitekten och etsaren Herman Hägg från London, medaljgravören Erik Lindberg, amiralen bildhuggaren Otto Strandman, professor Adolf Lindberg, bildhuggaren Carl Eldh, professor Axel Tallberg och konstgjutaren Herman Bergman. Herman Bergman Konstgjuteri grundades 1895 av Herman Bergman och det är det största och äldsta konstgjuteriet i Skandinavien. 
Vid utställningen i Buenos Aires i Argentina, Exposición Internacional del Centenario, som pågick mellan maj och november 1910, erhöll Carl Fagerberg silvermedalj i skulptur 1910. Vid utställningen i Buenos Aires vid samma tillfälle fick hans landsman och tidigare studiekamrat David Wallin silvermedalj i målning.
Vid tävlingarna vid Olympiska sommarspelen 1932 i Los Angeles fick Carl Fagerberg hedersomnämnande (Konståret 1932) för god prestation. Han fick utmärkelse för sin skulptur Skridskoåkare  vid konsttävlingarna i de olympiska sommarspelen 1932 i Los Angeles, men inte något egentligt pris. 
Fagerbergs landsman och tidigare studiekamrat under åren vid Konstakademien i Stockholm, den svenske konstnären David Wallin, vann olympisk guldmedalj, OS-guld vid de Olympiska sommarspelen 1932 i Los Angeles i konst för oljemålningen Vid Arilds strand (At the seaside of Arild) och silvermedaljör var den amerikanska konstnären Ruth Miller från USA med oljemålningen Kampen (Struggle). Ingen bronsmedalj utdelades. År 1932 blev Carl Fagerberg också Riddare av Vasaorden (RVO).
Mellan 1912 och 1948 stod kultur på programmet vid de Olympiska spelen och utövarna var med på samma villkor som idrottsmännen, det vill säga de tågade in på arenan sida vid sida med idrottarna. Det tävlades i minst fem kulturgrenar vid de olympiska sommarspelen, dessa var arkitektur, litteratur, musik, målning och skulptur. Det officiella namnet på kulturtävlingarna var Concours d'Art och dessa inleddes i Stockholm 1912. Kulturgrenarna var dock omtvistade, och försvann sedermera.

## Konstnärskarriär

### Gipsmodell för den blivande Stockholms stadion

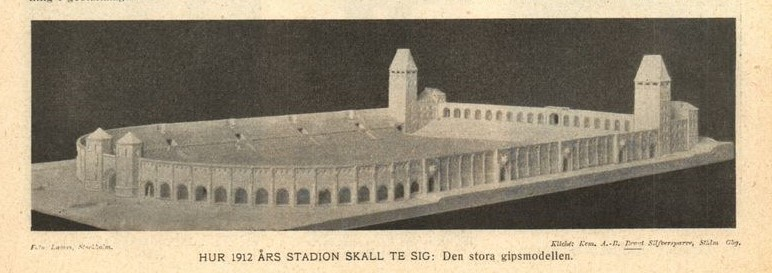
Gipsmodell över blivande Stockholms stadion av Carl Fagerberg, 1911 ur Hvar 8 dag, n:o 30, den 23 april 1911.

Den 23 april 1911 kunde man i Hvar 8 dag läsa följande text om "Hur 1912 års Stadion skall te sig: Den stora gipsmodellen":

"Arbetet med uppförandet af Stadion, i den forna Idrottsparkens plats, pågår nu som bäst. Grunden är lagd, och allt i det närmaste klart för murningen. Stadions arkitekt, hr Torben Grut, liar i dagarna på beställning af Olympiska kommittén låtit förfärdiga en gipsmodell afsedd att visas på den stundande utställningen i Dresden, eventuellt äfven pà andra håll, för att väcka intresse för de olympiska spelen 1912, Som ju skola hållas i Stockholm. Modellen är utförd af skulptören Carl Fagerberg med biträde af hr Jarl, och man får genom densamma ett synnerligen lefvande intryck af hur den blifvande stora idrottsplatsen kommer att te sig — monumental, vacker, praktisk och liflig i gestaltningen."

### Bronsstatyetter till idrottspriser
- Vid Olympiska spelen 1912 utförde Carl Fagerberg ett dussintal bronsstatyetter till idrottspris, däribland greve Gustaf Lewenhaupts ryttarpris. Han deltog i Ridsport vid olympiska sommarspelen 1912 och som ryttare var Lewenhaupt med och tog OS-guld i lagtävlingen i hästhoppning i Olympiska sommarspelen 1912 i Stockholm på hästen Medusa. De övriga tre deltagarna i lagtävlingen var Gustaf Kilman, Fredrik Rosencrantz och Hans von Rosen. Dessa var också med och vann guldmedaljen i laghoppning.[14]
- Carl Fagerberg utförde medaljer till Nordiska spelen 1913, en föregångare till Olympiska vinterspelen, som avgjordes i Stockholm 1913. De nordiska vintersporttävlingarna arrangerades på olika platser i Norden sju gånger från 1901-1926. 1903 arrangerades spelen i Oslo (Kristiania), men övriga år, 1901, 1905, 1909, 1913, 1917 och 1922, arrangerades spelen i Stockholm. Sporterna som fanns på programmet varierade något mellan de olika åren. Vidare utförde han medaljer till Baltiska utställningen 1914 i Malmö. 1923 skulpterade han KAK:s guldmedalj, som kung Gustav V skulle utdela som förtjänstmedalj till Kungliga Automobilklubbens medlemmar. Idag finns medaljen i Livrustkammaren i Stockholm.[18]

### Utsmyckning av profana offentliga byggnader och verk i svenska kyrkor
Carl Fagerberg anlitades både till utsmyckning av profana offentliga byggnader och för utsmyckning av nyrestaurerade och nyuppförda kyrkor med krucifix, statyer och reliefer, både i Sverige och utomlands. Carl Fagerberg hade ett intimt samarbete med arkitekten Knut Nordenskjöld och Fagerberg fick uppdrag att skapa triumfkrucifix, predikstolar, dopfuntar och statyer i många av hans stora kyrkor, såsom Sankt Olovs kyrka i Skellefteå, Staffanskyrkan i Gävle och Älmhults kyrka i Småland. Fagerberg skapade också ett flertal gravmonument samt medaljer och plaketter, däribland flera avsedda till idrottspris. Ett av hans första uppdrag (omkring 1912) var en utsmyckning på Moskovskij järnvägsstation (på engelska: Moskovsky railway station, Saint Petersburg) i Sankt Petersburg i Ryssland vid Sankt Petersburg–Moskva-banan.

### Verk i offentliga byggnader

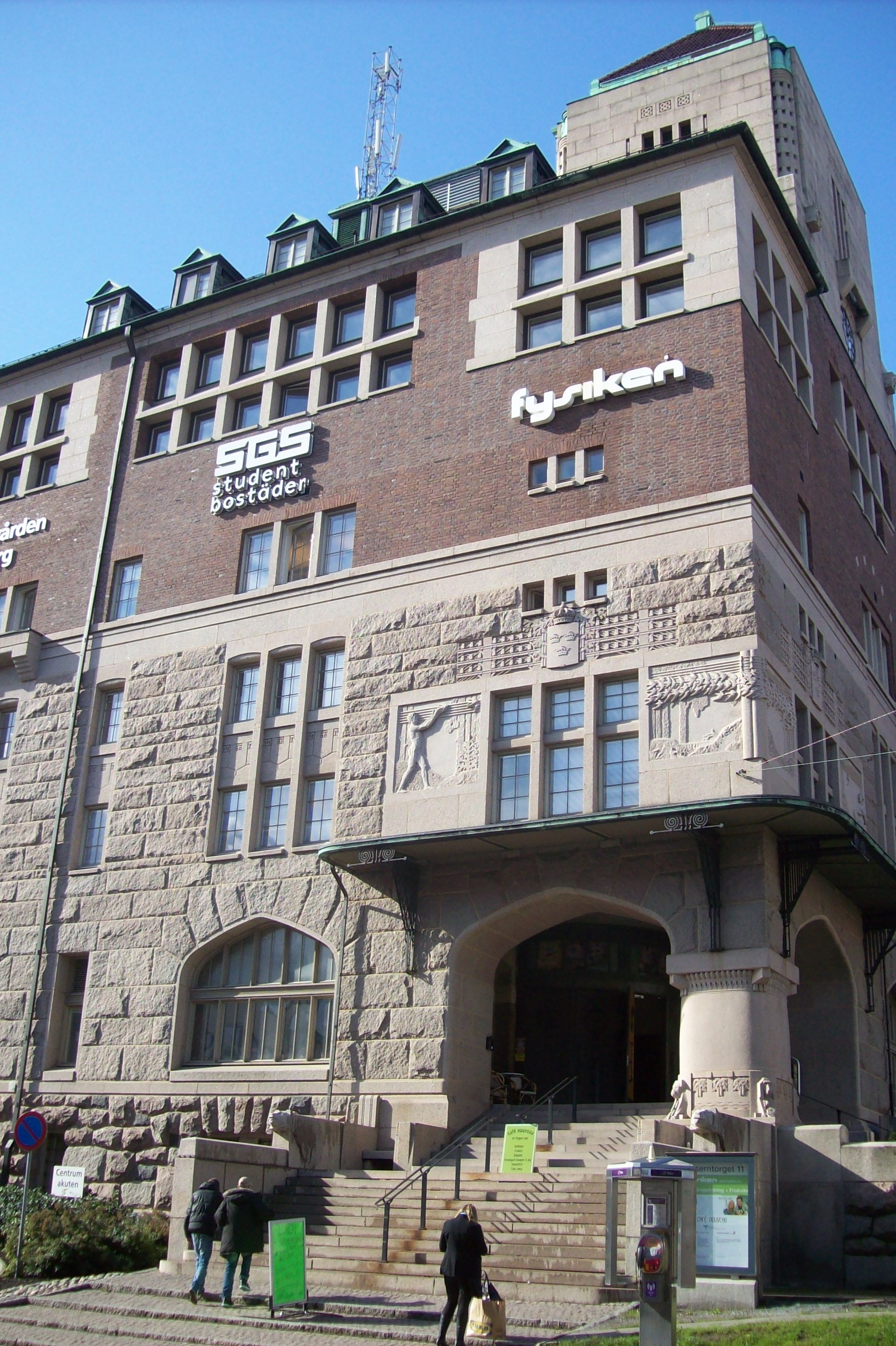
Televerkets hus, Göteborg (1946), bilden visar hörnhuset med Carl Fagerbergs två björnar inhuggna i trappans sidor vid huvudentrén.

- Ett av Carl Fagerbergs första uppdrag (omkring 1912) var en utsmyckning på Moskovskij järnvägsstation (på engelska: Moskovsky railway station, Saint Petersburg) i Sankt Petersburg i Ryssland vid Sankt Petersburg–Moskva-banan.[19] Järnvägsstationen Moskovskij (Moskovsky Railway station) i Sankt Petersburg uppfördes 1844-1851 och byggdes till 1869-1879 samt 1912 och har exteriört korintiska kolonner samt kröns av ett klocktorn i två våningar. Under åren 1851-1923 hette stationen Nikolaevsky järnvägsstation och 1923-1930 hette den Oktyabrsky.
- Svenska kyrkan i Paris, även Svenska Sofiaförsamlingen i Paris (1913), reliefen med motivet "Kristus välsignar barnen". Kyrkan "byggd under konung Gustaf V:s regering 1911-1913" och ligger på 9, Rue Guyot (numera Rue Médéric) i 17:e arrondissementet. Bygget påbörjades 1911 efter en ritning av Gustav Adolf Falk och invigdes redan 1913. Den nya kyrkosalen rymde 250 personer. Det gamla Sofiakapellets altartavla, en kristusbild av skulptören John Börjeson, flyttades över till den nya kyrkan.
- Danvikens nya hospital eller Danvikshem (1912-1915), Danvikshemsvägen 8, Nacka. I en sandstensfris runt huvudingången syns gamlingar sträva mot porten.
- Katedralskolan, Linköping (1914-1915), (tidigare Linköpings högre allmänna läroverk), Platensgatan 20, Linköping. Byggnaden fick en rik konstnärlig utsmyckning. Carl Fagerberg gjorde fasadens skulpturer medan Olle Hjortzberg smyckade aulan. Carl Fagerberg skapade gavelskulpturer och reliefer vid stora ingången. På gavelfältets mittparti vid stora entrén till Katedralskolan står på ömse sidor om det stora vägguret två stycken kvinnofigurer. Figurerna är två meter höga och den ena symboliserar en bedjande moder och den andra symboliserar en vakande moder. Ovanför utbreder sig som ett brett band världsrymden med det allseende ögat högst upp. Relieferna och två vapen, Linköpings vapen och Östergötlands vapen, höggs sommaren 1916 in i granitblock som därefter murades in.[20]
- Eskilstuna nya sparbank (1915), Fristadstorget 5, Eskilstuna, sex granitreliefer av yrkesmän. Sparbankshuset Eskilstuna ligger vid Kungsgatan, som går genom centrala Eskilstuna i öst-västlig riktning på väster och söder sida om Eskilstunaån. Genom centrum, bland annat när den korsar Fristadstorget, är det en gågata. Det är den centrala butiksgatan i Eskilstuna.
- Post- och Telegrafhuset, Örebro (1915), Vasagatan 10, uppfördes under åren 1912–1914 och till den nyuppförda byggnaden flyttade telefonstation och post 1915. Byggnaden är kulturhistoriskt minnesmärke sedan 2003. Den rikt utsmyckade huvudentrén är av huggen sten. Ingången är svagt spetsbågig med profilerad omfattning, krönt av lilla riksvapnet samt flankerad av två skulpterade örnar.
- Såningsmannen (1916), relief, stengöt, Västgötegatan, Västerås.
- Televerkets hus, Göteborg, Telegrafhuset (1946), två björnar inhuggna i trappans sidor hör till den konstnärliga utsmyckningen, samt hundhuvuden på den kraftiga hörnpelaren. Televerkets hus i Göteborg ligger i stadsdelen Inom Vallgraven 36:4 (f.d. Telegrafen 2) i centrala Göteborg. Friserna i sten i fasaden ovanför huvudentrén är huggna av skulptören Carl Eldh. Huset är byggnadsminne sedan 1 juli 1993 enligt 3 kap. Kulturmiljölagen[21]

### Verk i offentliga byggnader (urval)

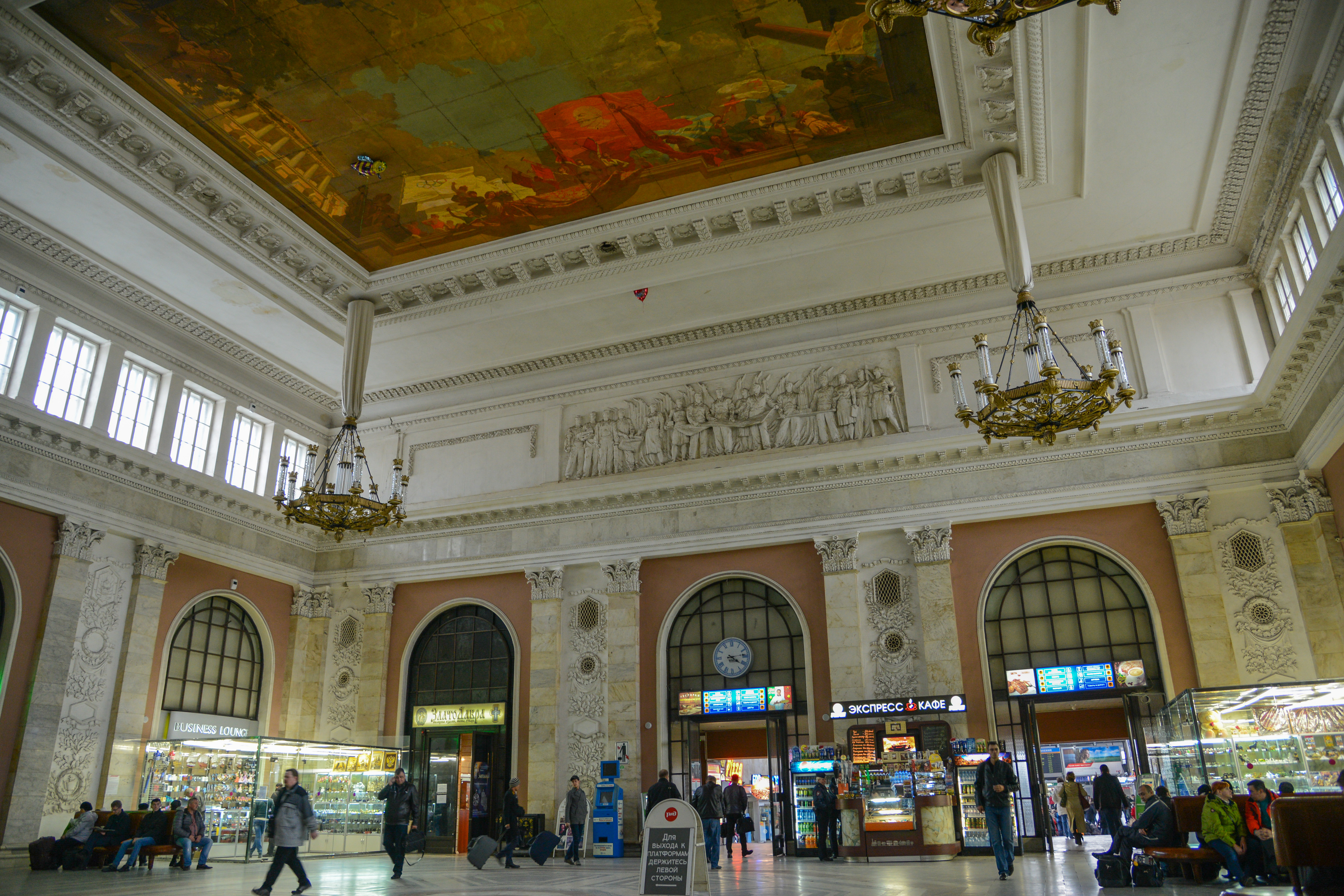
Interiör med utsmyckning i Moskovskij järnvägsstation i Sankt Petersburg (1912) i Ryssland vid Sankt Petersburg–Moskva-banan.
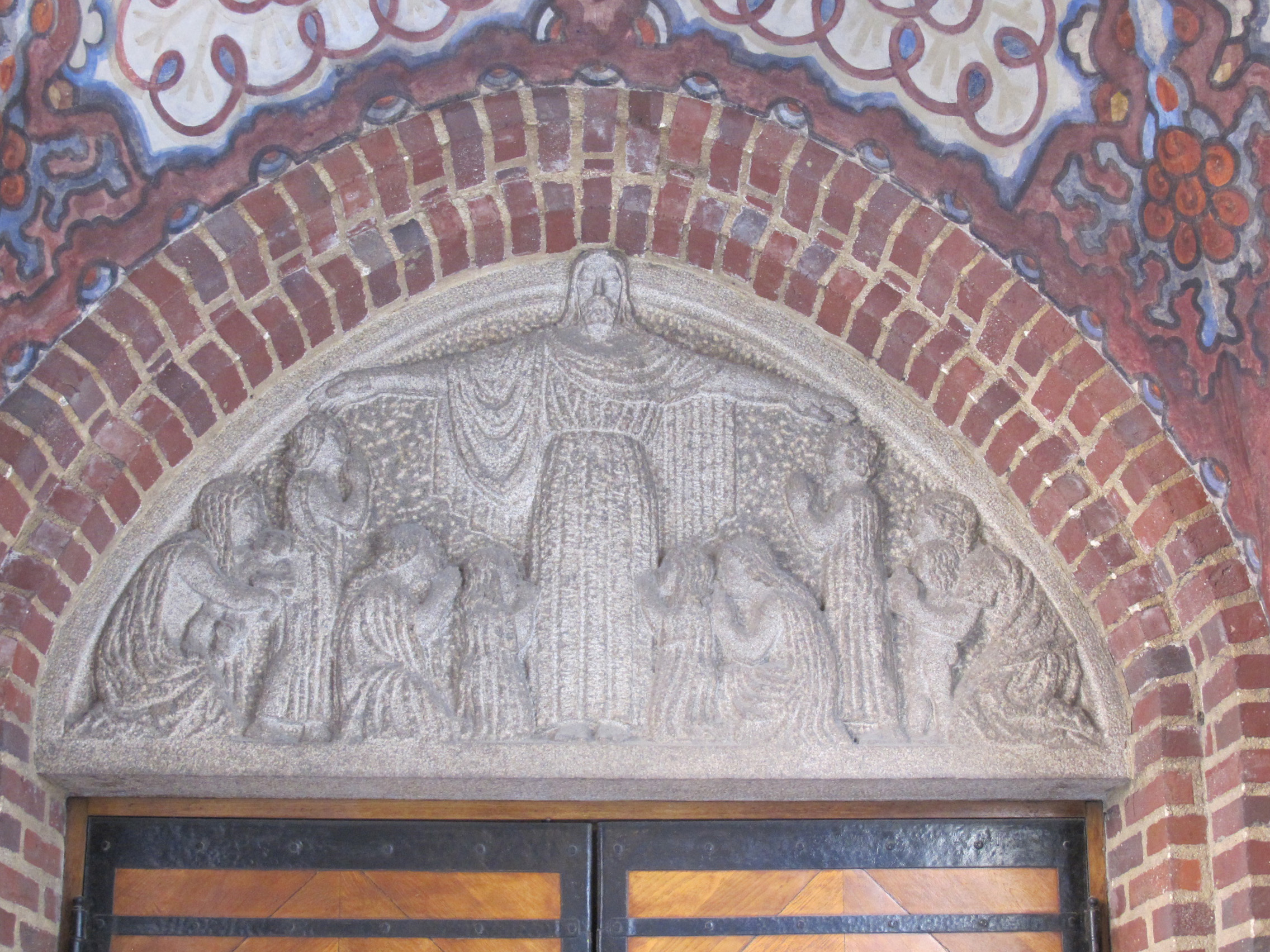
Svenska kyrkan i Paris (Svenska Sofiaförsamlingen i Paris) (1913), Carl Fagerberg skulpterade reliefen med "Kristus välsignar barnen".
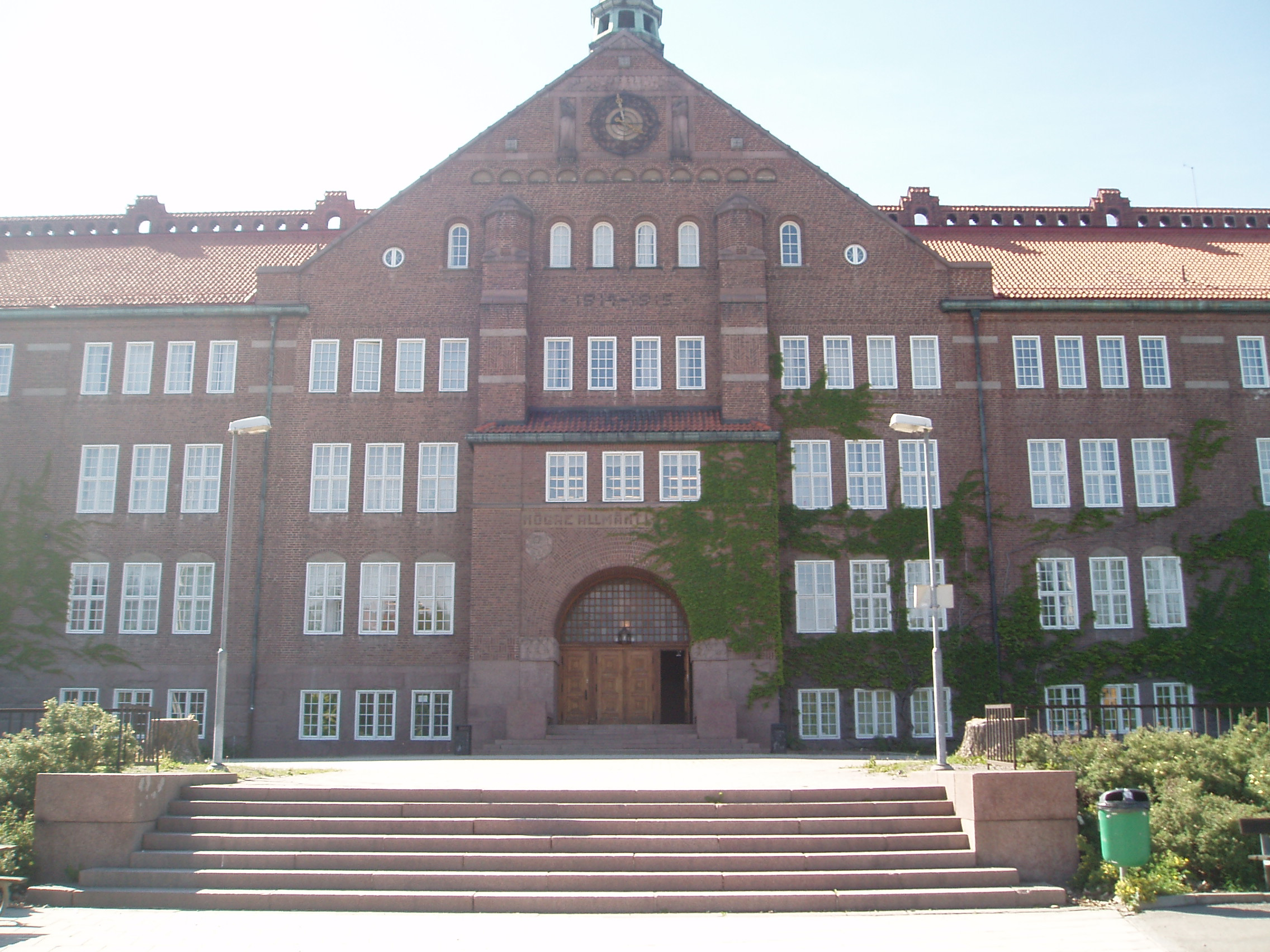
Katedralskolan, Linköping (1915), exteriörbild, Carl Fagerberg gjorde fasadens skulpturer.
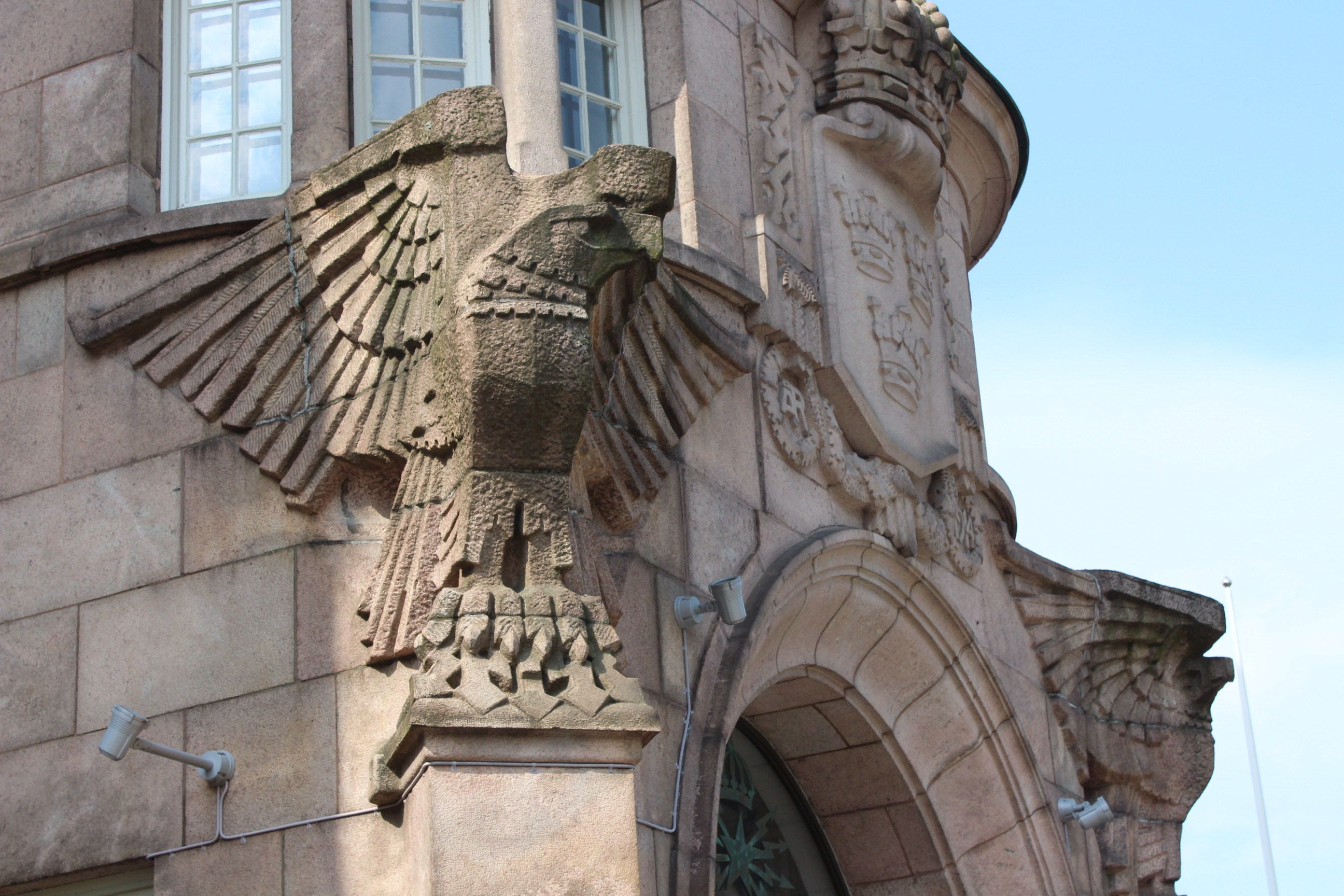
Före detta Post- och Telegrafhuset, Örebro, fasadreliefer uthuggna i granit.
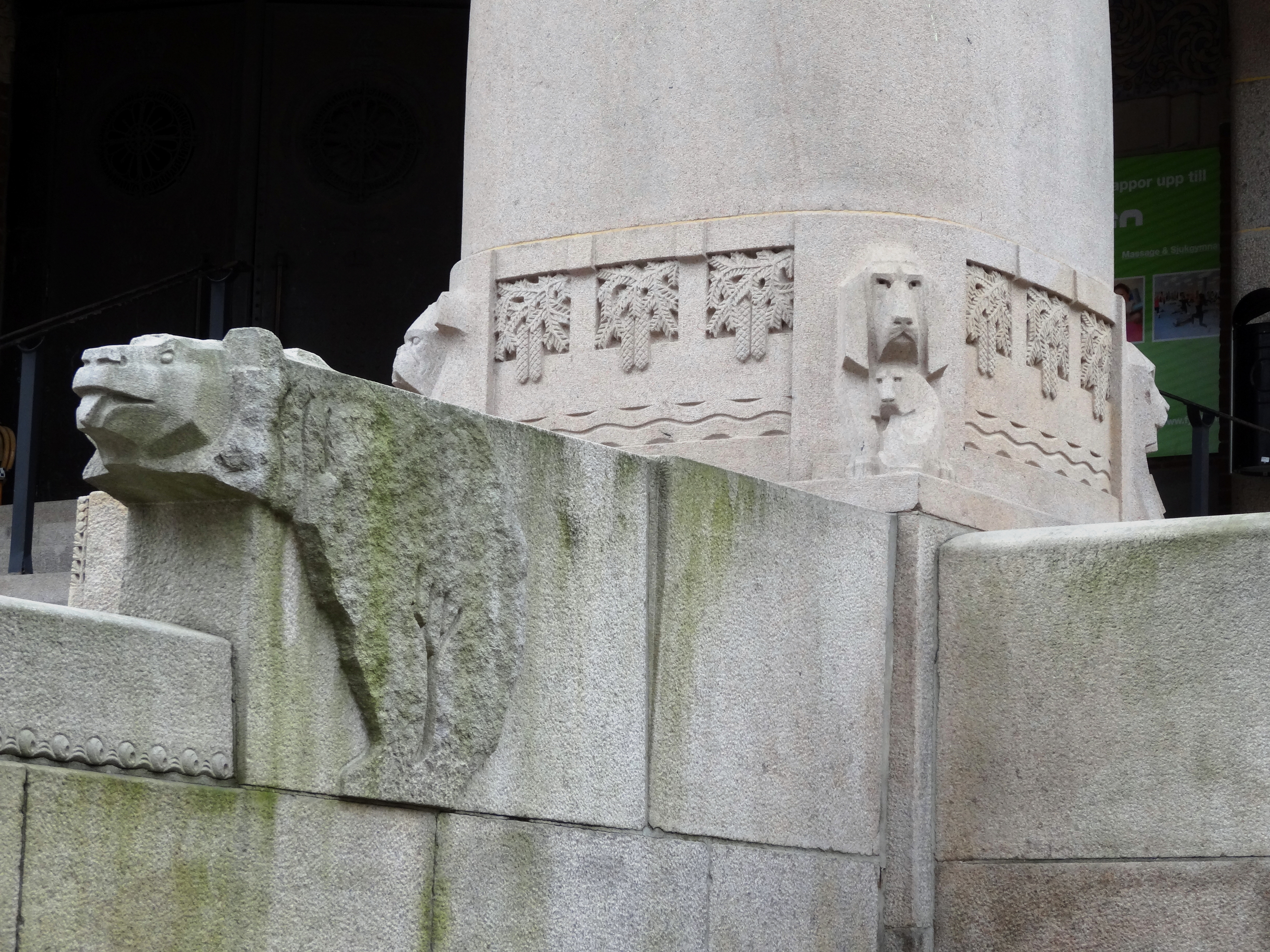
Televerkets hus, Göteborg (1946), näbild av en av de två björnarna inhuggna i trappans sidor. Hundhuvudena som är inhuggna som reliefer syns också på pelaren ovanför.

### Verk i svenska kyrkor
- Swedenborgskyrkan (Swedenborgs Minneskyrka i Stockholm) (1927), Tegnérlunden 7, Stockholm, portalens väggrelief.
- Sankt Olovs kyrka, Skellefteå (1927), Skellefteå stadskyrka, (arkitekt Knut Nordenskjöld), krucifix och statyer. Skulpturerna vid västra portalen, kan närmast betraktas som enskilda konstverk, föreställande Ansgar, Martin Luther, Olaus Petri och J. O. Wallin, huggna efter gipsmodeller av konstnären Carl Fagerberg, Stockholm.
- Hudene kyrka (ca 1928), Herrljunga kommun, Västergötland.[22]
- Älmhults kyrka (1929-1930), Småland, altarskåp, dopfunt och triumfkrucifix och samt madonnabild och övriga skulpturer. Altarskåpet föreställer fem figurer, "Kristus och de fyra evangelisterna", Jesus är flankerad av de fyra evangelisterna Matteus, Markus, Lukas och Johannes. Dopfunten, vars lock är utformat efter en modell av själva kyrktornet i form av en skulpterad miniatyr av Älmhults kyrka. På spiran sitter en duva. Triumfkrucifixet föreställer Kristus i solstrålekrans och evangelistsymboler.[23]
- Staffanskyrkan (1931), Gävle, i stadsdelen Brynäs, kyrkans arkitekt är Knut Nordenskjöld, triumfkrucifixet, predikstolen och dopfunten i marmor.
- Idre kyrka (1933), Älvdalens kommun, Dalarna, (kyrkoarkitekt: Knut Nordenskjöld), två krucifix och predikstol. Väggen ovanför altaret utgör ett blickfång med det stora triumfkrucifixet, liksom krucifixet, som står på altaret, skapade av Carl Fagerberg 1933. Predikstolen är formgiven av Carl Fagerberg 1933.[24][25][26]
- Luleå domkyrka, Luleå (1937-1938), triumfkrucifixet, som är litet annorlunda, på detta triumfkors hänger Jesus med huvudet, men på ett vanligt triumfkors ska Jesus gestaltas som segerkonungen.
- Havstenssunds kapell (1938), kapellet ligger vid infarten till Havstenssund i Tanums församling i Bohuslän. Ett triumfkrucifix är placerat på en tvärbjälke framför koret skulpterat av trä av Carl Fagerberg och det är från byggnadstiden och samtida med kapellet. Det är skulpterat med medeltida krucifix som förebilder.[27]
- Norra Åsarps kyrka eller Åsarp-Smula kyrka (1939-1940), Åsarps församling, Västergötland. Altartavlan och triumfkrucifixet tillkom vid renoveringen 1939-1940.[28][29]
- Fjärås kyrka (1941), i Fjärås kyrkby, församlingskyrka från 1100-talet i Fjärås-Förlanda församling i Kungsbacka kommun, Halland. Altartavlan är till största delen från omkring 1630 med tre målningar. Några äldre målningar har ersatts under årens lopp. I en öppning i mittpartiet kan numera tre bilder visas:

1) Direkt på två träplankor finns en målning av den första Nattvarden med Jesus och de tolv lärjungarna. Judas vänder bort huvudet. Målningen är troligen gjord av Johan Ross den äldre (1695-1773) år 1724. Detta motiv visas vid nattvardsgudstjänster.

2) Vid övriga gudstjänster visas målningen av Jesus på korset. Denna målning skänktes till kyrkan 1770 av Bengt Andersson i Måå (i Fjärås i Kungsbacka). Duken monterades senare över den äldre nattvardsmålningen. Vid en restaurering 1937-1938 skildes de från varandra och kan nu visas var för sig.

3) Den yngsta målningen är en målad gipsrelief från 1941 gjord av Stockholmskonstnären Carl Fagerberg. Den föreställer Jesu födelse och visas vid julens gudstjänster.

### Bilder av verk i svenska kyrkor

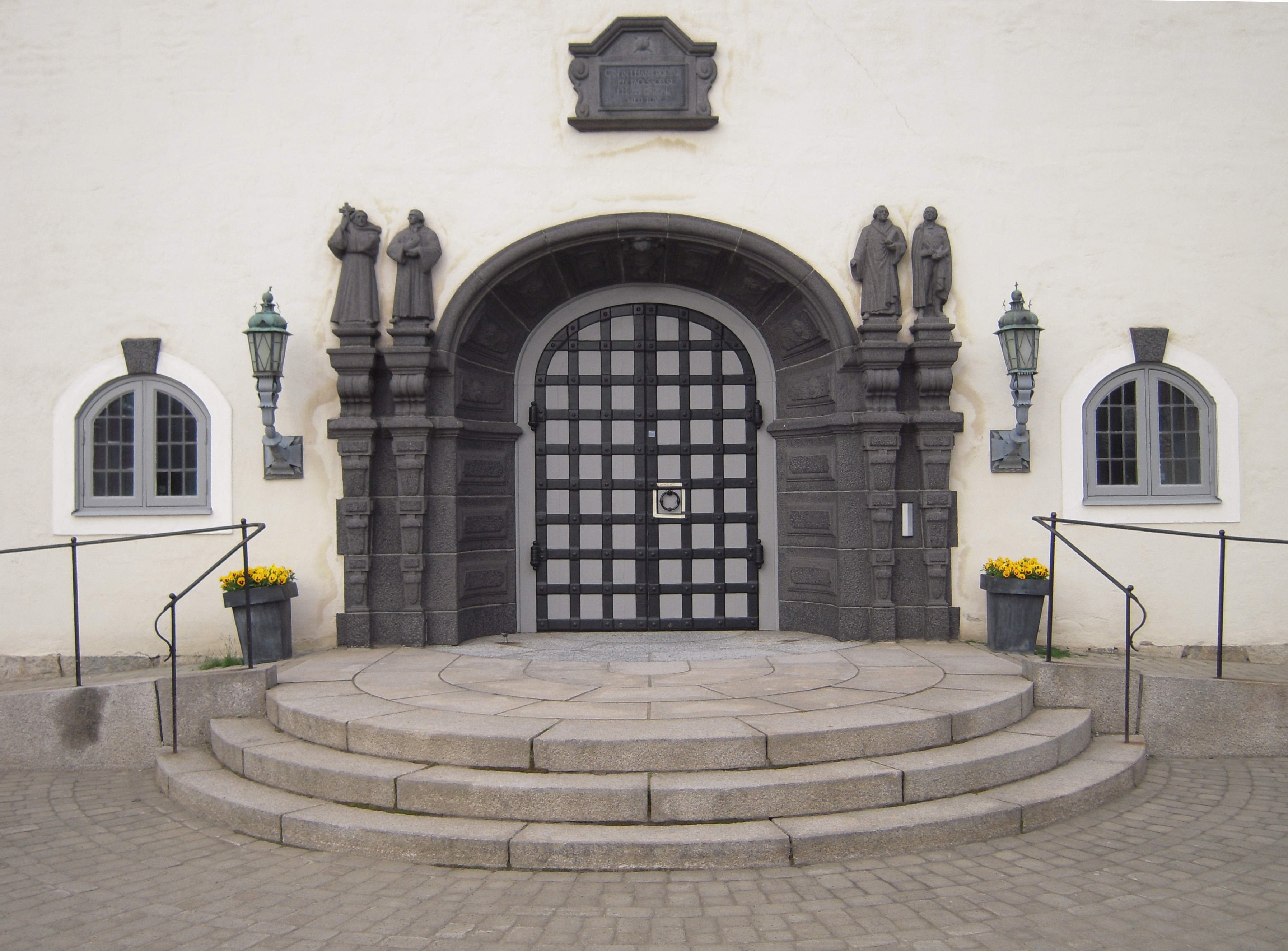
Sankt Olovs kyrka, Skellefteå, skulpturerna vid västra portalen, kan närmast betraktas som enskilda konstverk. Dessa föreställer Ansgar, Martin Luther, Olaus Petri och Johan Olov Wallin och är huggna efter gipsmodeller av Carl Fagerberg (1927).
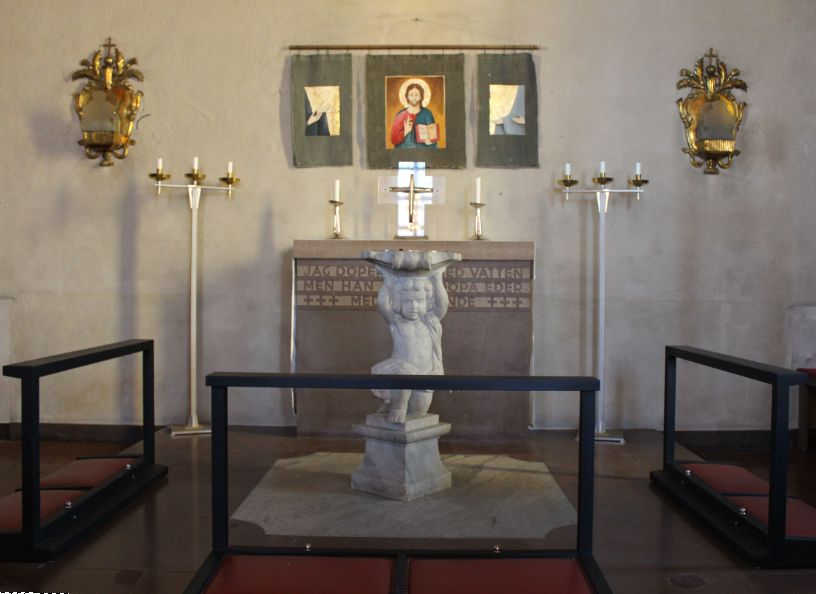
Staffanskyrkan, Gävle, dopfunten i marmor (1931).
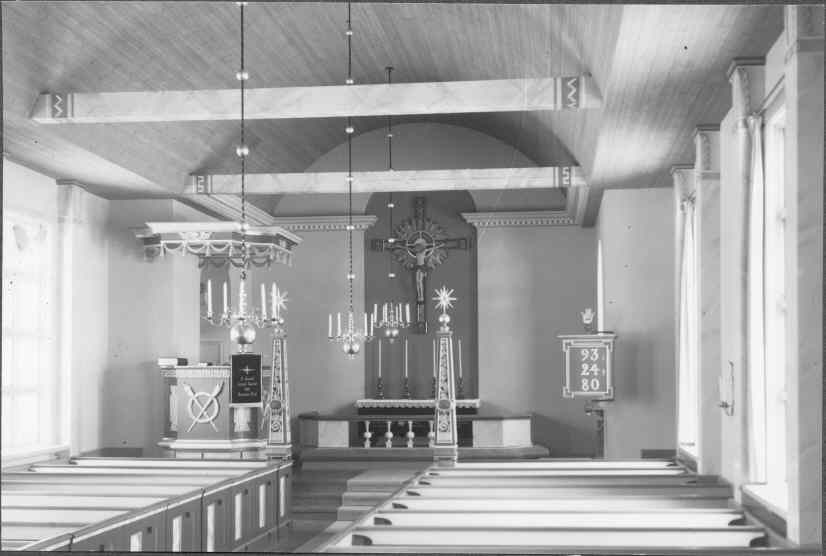
Idre kyrka, Dalarna, predikstolen och triumfkrucifixet (1933).
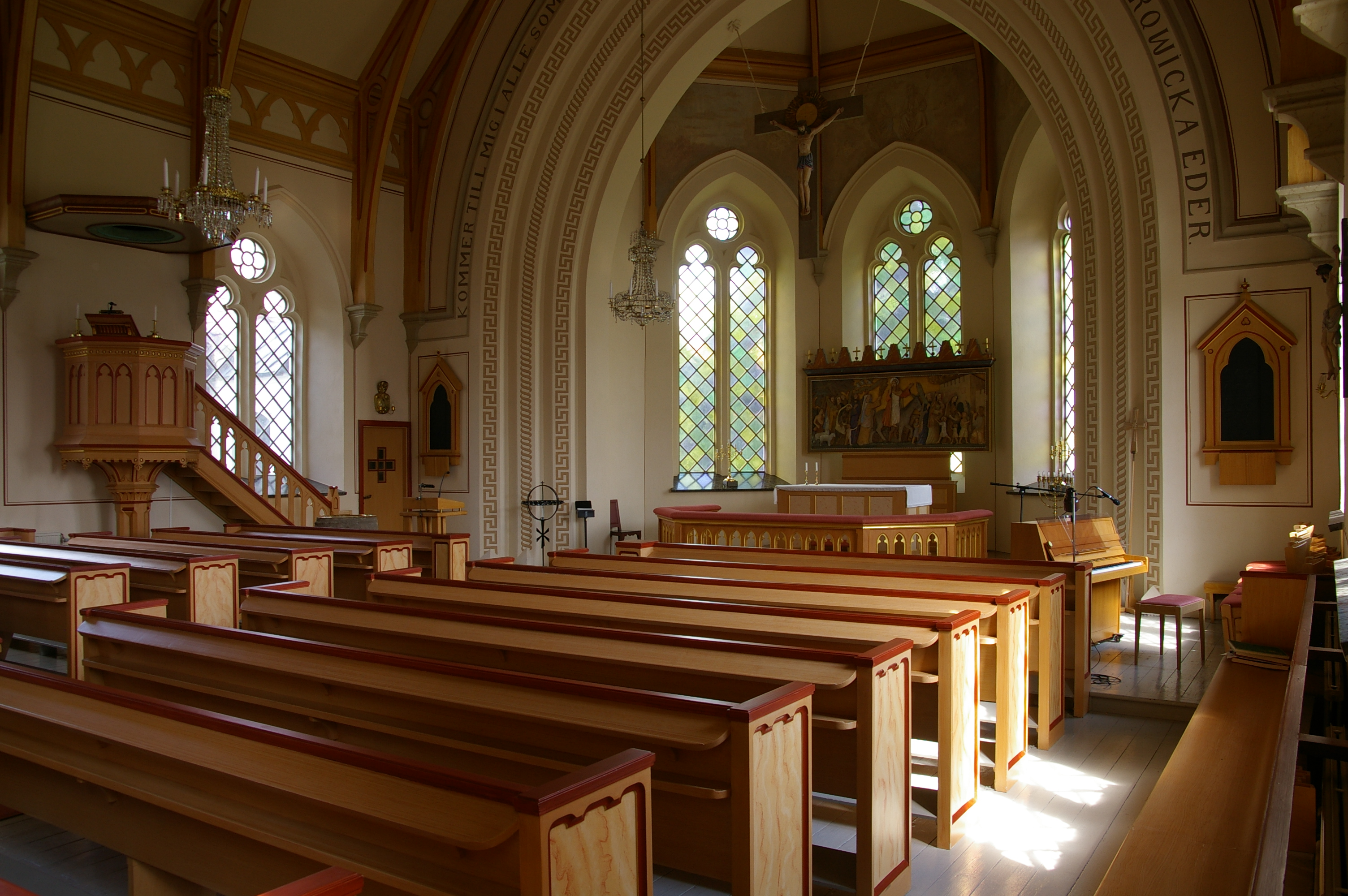
Åsarp-Smula kyrka, Västergötland, altartavlan och triumfkrucifixet (1939-1940).
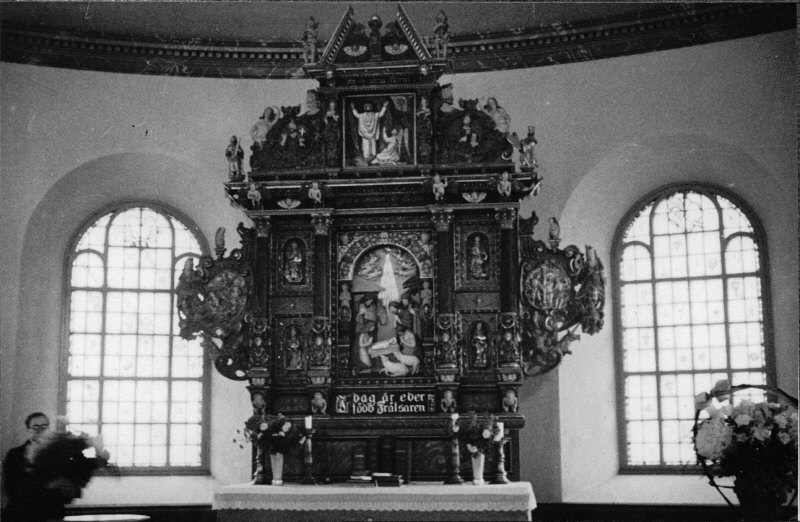
Fjärås kyrka, Fjärås-Förlanda församling i Halland, altaruppsatsen (1941).

## Gravvårdar
- Gravmonumentet (1918) till minne av grosshandlare Carl Anders Danielsson (1848-1916), sten nr 69 i kvarter 04B grav 13 på Norra kyrkogården i Solna. Skulptör Carl Fagerberg, skulpturen avtäcktes den 24 maj 1918 och höggs av Enoch Johansson.[32]
- Albert Engströms gravvård (1943) med en porträttskulptur på kyrkogården vid Hults kyrka i Småland.
- Carl Fagerbergs egen gravvård på Bromma kyrkogård kröns av en av hans skulpturer. Se bild ovan.

## Fontäner

### Visby springbrunn

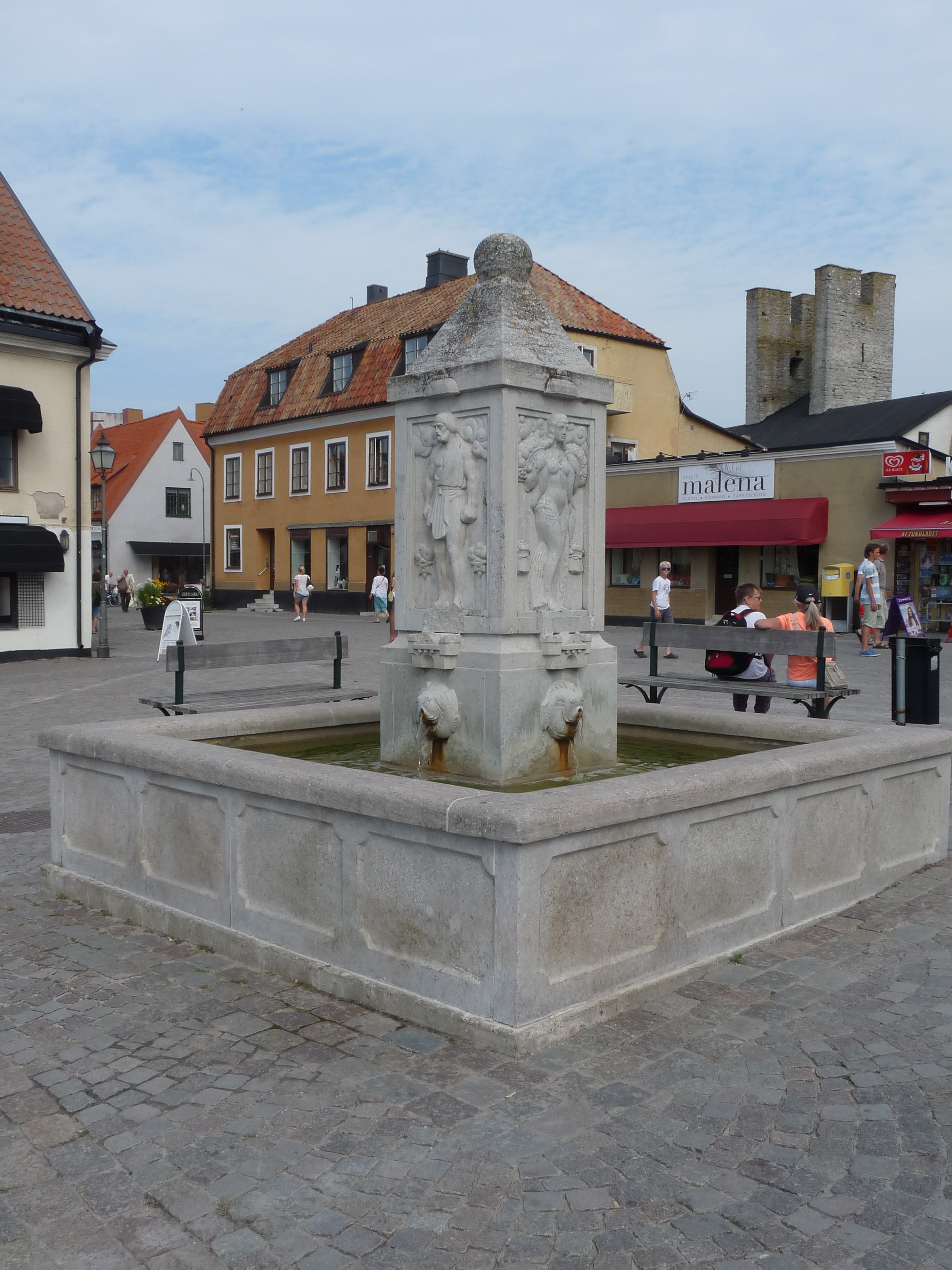
Springbrunnen på Södertorg i Visby (1916) med reliefer i granit av fyra gudar ur den grekiska mytologin och fyra fiskar.

I Visby på Gotland finns en brunnsskulptur av Carl Fagerberg. År 1916 beställde ursprungligen Gotlands Bank en springbrunn till S:t Hansplan i Visby. Fagerberg fick uppdraget att utföra springbrunnen. På brunnen kunde man se 8 reliefer, varav fyra gudar ur den grekiska mytologin och fyra fiskar. De fyra gudarna föreställde Neptunus – havets gud, Hera – himlens drottning, Hermes – guds budbärare och Hefaistos – smedernas och vulkanernas gud.
Springbrunnen stod på S:t Hansplan tills den togs bort för att ge plats åt nya parkeringsplatser. Då hade skolkontoret flyttat in i lokalerna och behövde parkering till sina anställda, och springbrunnen lades i gömmorna. År 1983 plockades den fram igen då utsmyckning av hamnen blev aktuell. Men springbrunnen ansågs dock inte vara tillräckligt uppmärksammad i hamnen och den flyttades därför år 2001 till Södertorg i samband med kommunens LODIS-projekt, som syftade till att stärka stadskärnan som kommersiellt och kulturellt centrum.
Då springbrunnen togs bort var den i dåligt skick och behövde restaureras. Många delar fattades och ytan var full av hål. Man visste inte vem som skulle utföra restaureringen. Dåvarande landsantikvarien Valdemar Falck visade bekymrat resterna för skulptören István Varga i Öja. Överenskommelsen blev att Varga skulle göra ett förslag baserat på den gamla springbrunnen. Med hjälp av teckningar, nya exakta mått och en vaxmodell i skala 1:10 presenterade István Varga sitt förslag som godkändes. István Varga började med att hugga ner hela ytan runt om. På så sätt fick skulpturen tillbaka en homogen yta utan hål. De ursprungliga relieferna sparades, lappades och lagades. Man kunde återigen se fyra gudar ur den grekiska mytologin och fyra fiskar. István Varga komponerade en ny sockel till det och ett nytt överstycke, dessutom formgav han även karet, han högg ut det och monterade det med rostfria bultar.

### Industribrunnen med skulpturenDen lyckliga familjenvid Sundbybergs torg

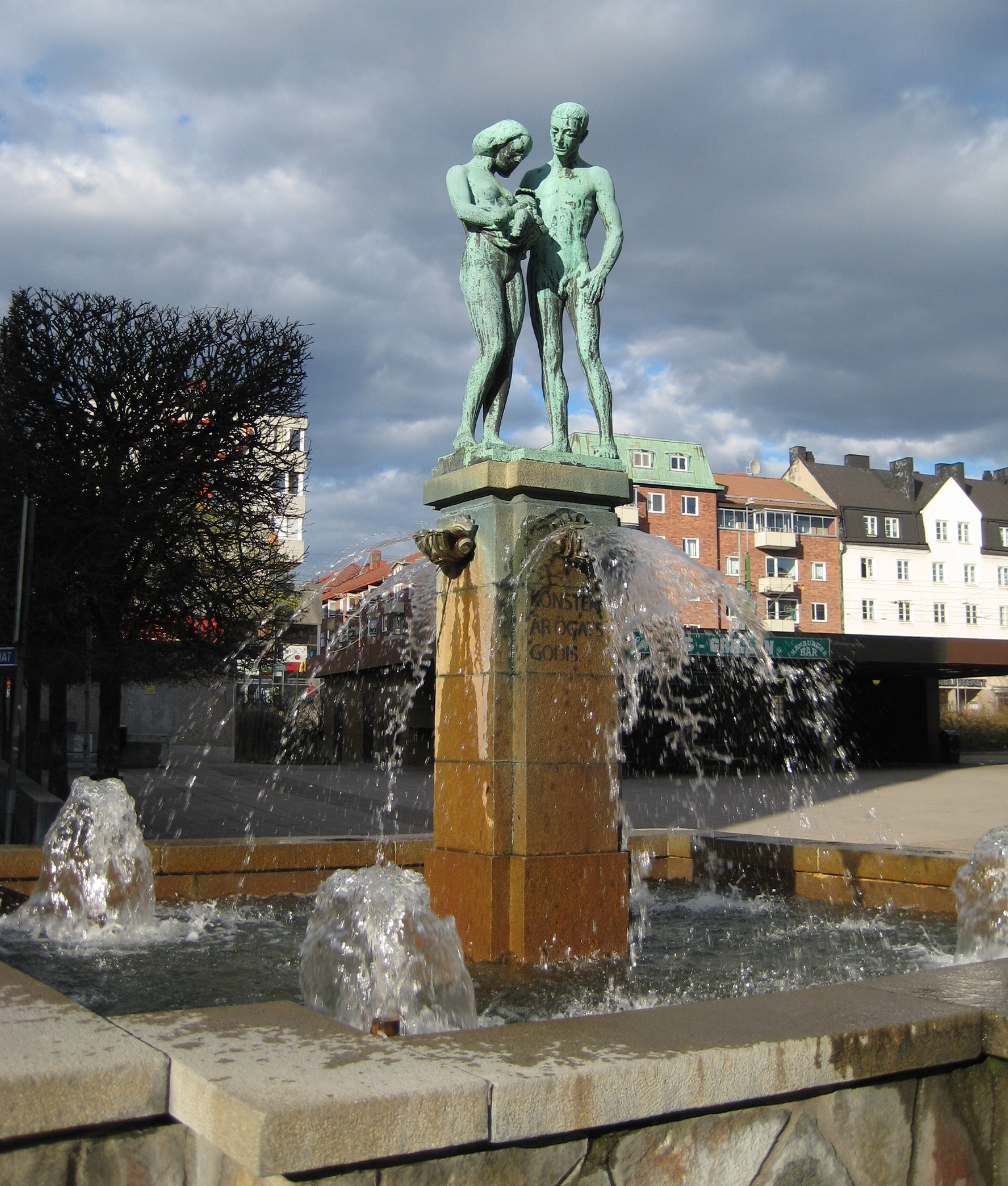
Industribrunnen med skulpturen Den lyckliga familjen vid Sundbybergs torg (1934).

Skulpturen Den lyckliga familjen, en man och en kvinna med ett barn, av Carl Fagerberg 1934 och är placerad vid Järnvägsgatan, Sundbybergs torg. Fontänen uppfördes 1933 och invigdes den 1 maj 1934 av Nils Edén, landshövding i Stockholms län.
Brunnen, även kallad Industribrunnen, pryds även av fyra stycken bronsreliefer som symboliserar stadens dåvarande fabriker såsom Marabou, Sieverts Kabelverk, Spis- och Knäckebrödsfabriken Kronan och Bryggeriet Kronan. Skulpturen skänktes till Sundbybergs stad av Marabou. Staden uppgick 1971 i Sundbybergs kommun. Marabou etablerades i Sundbyberg 1916. Tillverkningen startade 1919 i Sundbybergs dåvarande köping. Spis- och Knäckebrödsfabriken Kronan i kvarteret Kronan i Sundbyberg fick sitt namn efter knäckebrödsfabriken och startade sin verksamhet i större delen av kvarteret 1906.
För sin hemstad Sundbyberg utförde Fagerberg en fontän, Industribrunnen, med en krönande figurgrupp och på brunnskaret reliefer med motiv från stadens främsta industrier (1934). Fontänen på Sundbybergs torg med ett brunnskar kallas Industribrunnen. Den krönande figurgruppen kallas Den lyckliga familjen, eller Familjelycka, och föreställer en man och en kvinna med ett barn, som är skulpterad av Carl Fagerberg 1933 och är placerad vid Sundbybergs torg. På en hög sockel mitt i fontänens vattenspel reser sig skulpturgruppen Den lyckliga familjen med mamma, pappa och barn. Föräldrarna ser både friska och sunda ut och de har spänstiga kroppar. Det lilla barnet hålls ömt av mamman i famnen och nära intill står pappan, beskyddande och närvarande. Skulpturen är en vision om framtiden och ungdomen och den kan sägas återspegla 1930-talets idealfamilj i en klassiskt komponerad grupp.
På sidorna av fontänens brunnskar pryds Industribrunnen av fyra stycken bronsreliefer med arbetande amoriner. Reliefernas bildsvit utgör en hyllning till Sundbybergs industrinäring och de symboliserar stadens dåvarande fabriker, olika industrier som förut var aktiva i Sundbyberg, såsom: Marabou, Sieverts Kabelverk, Spis- och Knäckebrödsfabriken Kronan och Bryggeri AB Kronan. Skulpturen skänktes till Sundbybergs stad av Marabou. Verkställande direktören för Maraboufabriken var vid denna tidpunkt Henning Throne-Holst och han var mycket konstintresserad och donerade fontänen till staden. 1934, då fontänen placerades på torget var det en mycket mer framträdande plats än idag. Då placerades fontänen symboliskt framför Sundbybergs stadshus, som idag är en privatägd fastighet. Staden uppgick 1971 i Sundbybergs kommun. Sundbybergs stadshus flyttade i december 2013 till nya lokaler i Hallonbergen.

## Idrottsskulpturer
Som tidigare nämnt var Carl Fagerberg en aktiv sportsman i ungdomen och han var väl rustad för sina skulpturer att välja motiv ur det moderna idrottslivet. Han skapade statyetterna Skidåkerska (1914), Skidlöpare (1919) och Skridskoåkaren (1920) med flera.
- Ebersteins armépris till vinnande truppförband; en statyett föreställande en skidlöpande fältutrustad soldat i fullt glid.

### Tre skulpturer vid Stockholms stadion

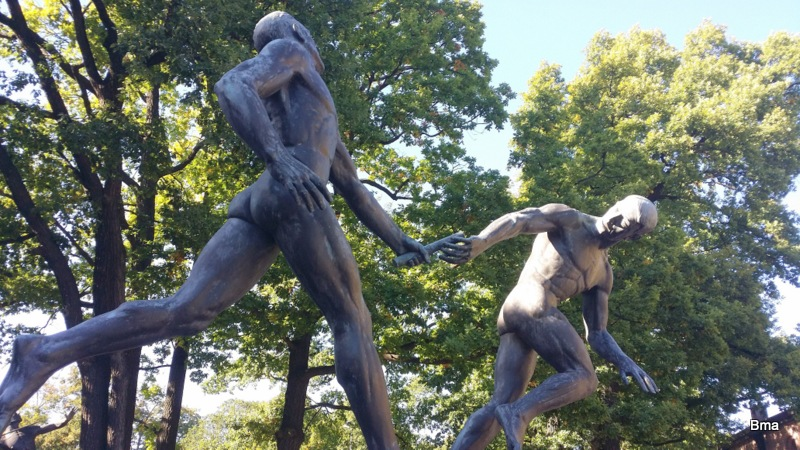
Stafettlöparen, bronsskulptur vid huvudingången till Stockholms stadion.

Av Carl Fagerbergs bronsskulpturer står idag:
- Kulstötaren vid Stockholms stadion (1937)
- Stafettlöparna vid Stockholms stadion (1937)
- Spjutkastaren vid Sundbyberg Idrottsplats i Sundbyberg (1939)

År 1931 fick Carl Fagerberg i uppdrag att utföra utsmyckning av platsen framför Stockholms stadion på Valhallavägen, när direktör Josef Jansson ställde en donation till förfogande. Uppdraget var att av de fyra statyerna utföra två, en Kulstötaren och en Stafettlöparen.
Spjutkastaren skulle ursprungligen ha stått på Stockholms stadion tillsammans med Fagerberbergs skulpturer Kulstötaren och Stafettlöparna från 1937. Visserligen möttes skulpturerna av rätt skarp kritik när de avtäcktes, men Fagerberg erhöll i alla fall beställning på ytterligare en figur, en Spjutkastaren. Statens konstråd avstyrde att statyerna ställdes upp på den avsedda platsen, då spjutkastaren stod färdig 1939. På statyn Kulstötaren har idrottsmannen lagt upp kulan vid halsen och gör en vridning och tar sats, ett stilla ögonblick innan stöten. På statyn Spjutkastaren bedömde man då att idrottsmannen hade felaktig benställning och spjutfattning och Carl Fagerberg skänkte då Spjutkastaren till Sundbyberg. Detta var en uppseendeväckande åtgärd, som föranledde harmfyllda protester från konstnärshåll. Statyn Spjutkastaren är placerad i Centrala Sundbyberg, dit den kom 1940.
På 1930-talet restes vid Stockholms stadion en rad idealiserade skulpturer av idrottande människor, vid huvudingången (Marathonporten) mot Valhallavägen restes bronsskulpturen Löparna (Löpare vid målet) av Carl Eldh och Carl Fagerbergs båda bronsskulpturer Stafettlöparna och Kulstötaren, vilka samtliga kom på plats 1937 i samband med att Stockholms stadion firade sitt 25-årsjubileum. Ett skulpturprogram som hade föreslagits av Torben Grut med bland annat takskulpturer genomfördes dock aldrig. Vid Stockholms stadion står således sedan 1937 de två skulpturerna av Carl Fagerberg med idrottsmotiv, Kulstötaren och Stafettlöparen. 1999 tillkom även en kopia av Spjutkastaren, vars original står vid Sundbybergs idrottsplats.

### SkulpturenSpjutkastarenvid Sundbybergs idrottsplats

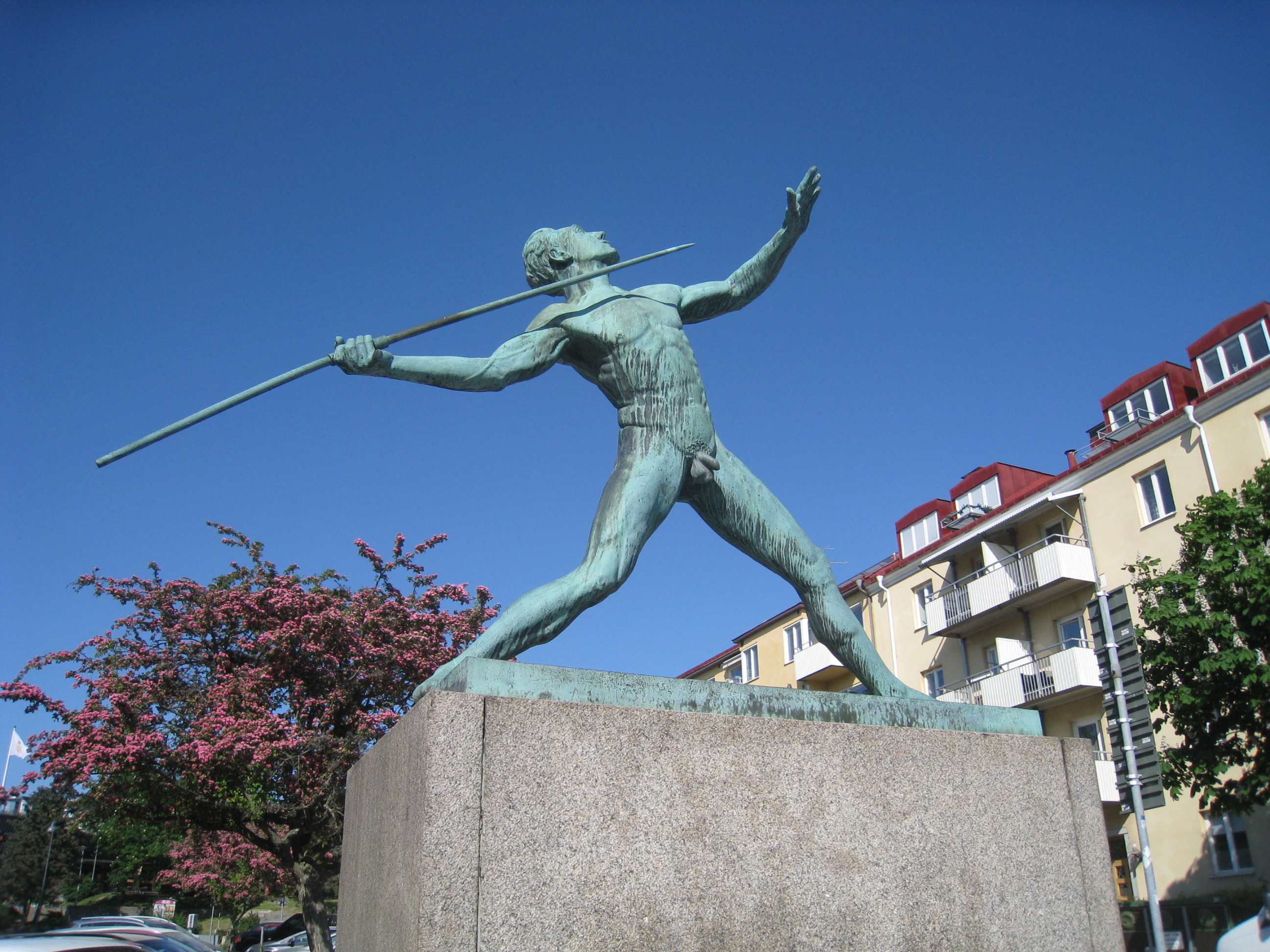
"Spjutkastaren" i brons på Fredsgatans uppfart mot Sundbybergs idrottsplats i Sundbyberg.

På Fredsgatans uppfart mot Sundbybergs idrottsplats står Spjutkastaren. Ursprungligen var den tänkt för Stockholms stadion där den skulle stå tillsammans med Fagerbergs skulpturer Kulstötaren och Stafettlöparna från 1937. Men det ogillades av expertisen när den ställdes upp 1939, eftersom figuren hade en felaktig spjutfattning och benställning. Fagerberg skänkte då skulpturen till Sundbybergs stad 1940. En mindre kopia står sedan 1999 vid Stockholms stadion.
Ursprungligen fick konstnären Carl Eldh uppdraget att skulptera en spjutkastare till Stockholms Olympiastadions 25-årsjubileum 1937. Den blev emellertid aldrig färdig, varför uppdraget i stället gick till Carl Fagerberg. En modell godkändes, men när statyn ställdes på plats 1939 fann den inte nåd inför bland annat idrottsskribenten Torsten Tegnér. Benställning och spjutfattning var felaktiga, enligt Tegnér. Då ställdes år 1940 Carl Fagerbergs Spjutkastaren upp på sin sockel vid Tulegatan - Fredsgatan i Sundbyberg.
Spjutkastaren är placerad vid Fredsgatans rondell. Ursprungligen var den således tänkt att placeras vid Stockholms stadion. Stora protester utbröt då skulpturen Spjutkastaren skulle sättas upp och bl.a. Skönhetsrådet hade åsikter kom aldrig den att ställas upp vid Stockholms stadion, utan ställdes istället upp i nära anslutning till Sundbybergs idrottsplats. Under 1990-talet uttalade dock Stockholms stad, för Stockholms stadions räkning, en önskan om att få "tillbaks" Spjutkastaren för att ställa upp den på den ursprungligt tänkta platsen. En kompromiss blev att Stockholms stad fick låta gjuta en mindre kopia av Spjutkastaren, av den som idag står uppställd vid Sundbybergs idrottsplats.
Sedan 1999 tillkom alltså en kopia av Spjutkastaren den som nu står vid Stockholms stadion, där det klart framgår att det är en kopia av originalet (den som finns vid Sundbybergs idrottsplats).

### Djurskulpturer
Car Fagerberg är en av våra främsta som djurskulptör och han har även utfört många bilder av olika djur som utsmyckning av apoteksskyltar runtom i landet. Följande är några exempel.

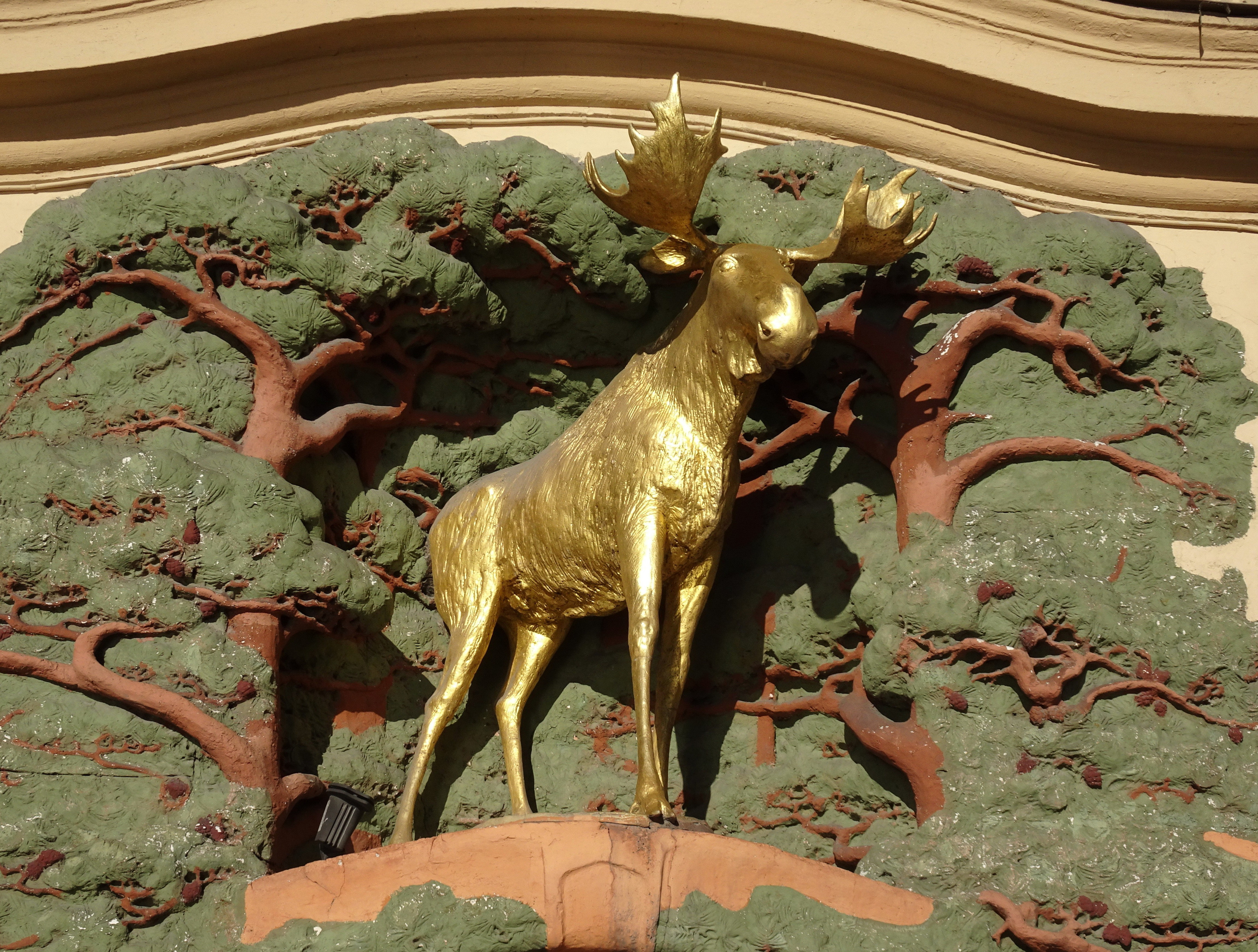
Apoteket Älgens förgyllda älg vid Karlavägen 27 / Engelbrektsgatan 27.

- Älgen (1903), metall, ovanför ingången till tidigare Apoteket Älgen, hörnet Karlavägen 27/Engelbrektsgatan 27 på Östermalm i Stockholm
- Bulldoggar (1916), granitrelief, Fristadstorget 2, Eskilstuna.
- Relief av yrkesmän (1915), granitrelief, Fristadstorget 5, Eskilstuna.
- Lokatt i mörk granit vid Johannes skola (tidigare Johannes folkskola, som invigdes 1891), Roslagsgatan 61, Vasastan, Stockholm.
- Björnfamilj (1916), bohusgranit, huggen av Arthur Sandin efter modell av Carl Fagerberg, södra grindstolpen vid huvudentrén till Naturhistoriska riksmuseet i Stockholm.
- Reliefer i muren vid entrégrindarna till Naturhistoriska riksmuseet i Stockholm.
- Björnar (1915) två statyer utanför Naturhistoriska riksmuseet i Frescati på Norra Djurgården, vid museets portal (1915). 1) Björn (1916), bohusgranit, norra grindstolpen vid huvudentrén till Naturhistoriska riksmuseet i Stockholm, skulpterad av Carl Fagerberg. Två skulpturer. 2) Den andra skulpturen är Björnfamilj (1916), bohusgranit, huggen av Arthur Sandin efter modell av Carl Fagerberg, södra grindstolpen vid huvudentrén till Naturhistoriska riksmuseet i Stockholm. Riksmuseets stora byggnadskomplex uppfördes åren 1907–1916 och museibyggnaden, som är belägen inom Kungliga Nationalstadsparken, invigdes den 13 november 1916.
- Reliefer i granit i muren under Björn vid entrégrindarna vid Naturhistoriska riksmuseet på Norra Djurgården (1915).
- Sjöhästar (1928), taket till Östermalmsgatan 25-27 i Stockholm.
- Isbjörnar 1940), två isbjörnar inhuggna Televerkets hus, Göteborg, i trappans sidor och hundhuvuden på den kraftiga hörnpelaren.

## Porträttskulpturer och monumentalbyster

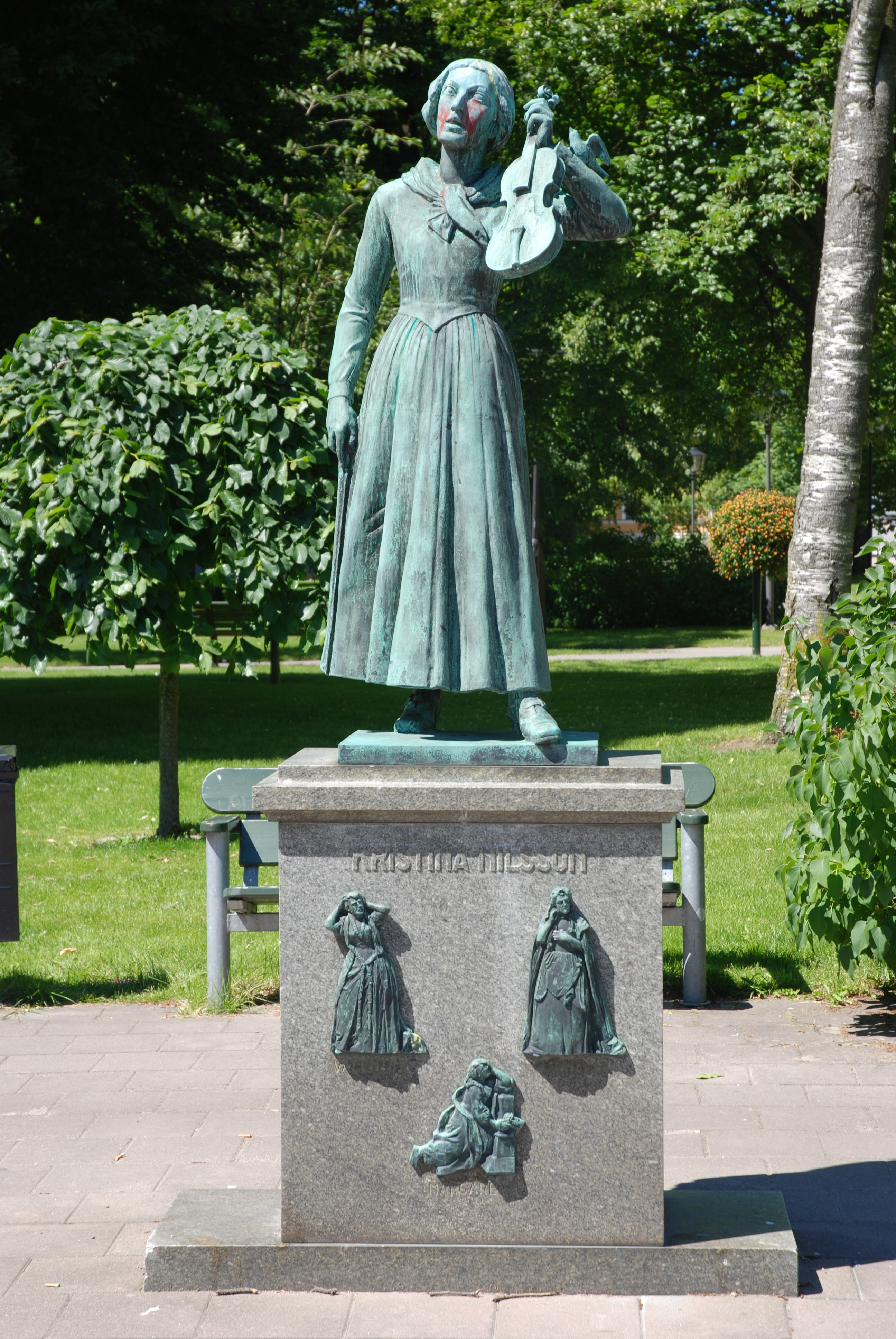
Kristina Nilsson (1938), bronsskulptur av operasångerskan vid Kristina Nilsson-gården i Ljungby. Kristina Nilsson framställs som trettonåring med fiol i handen.

Carl Fagerberg var synnerligen produktiv också som porträttskulptör och skapare av monumentalbyster. Nedan finns några exempel på några av Fagerbergs bästa verk som porträttskulptör.
- Johannes Fagerberg, Carl Fagerbergs far, en bild i halvfigur, utställd 1908.
- David Stockman (1879-1951), hovsångare (tenor), målare och skulptör, bysten i Kungliga Operan.
- Anders Zorn, konstnär, utställd 1921, Prins Eugens Waldemarsudde. På Waldemarsudde skapade prins Eugen ett allkonstverk där inomhus och utomhus hör ihop och utgör varandras fortsättningar.
- Albert Engström (1869-1940), konstnär och författare, ett flertal porträttskulpturer av vännen, bland annat 1914 och 1922.
- Albert Engström (1869-1940), gravvården på kyrkogården vid Hults kyrka i Småland (1943). Albert Engström bodde under sin uppväxt i Hult i Hults socken i Jönköpings län i Småland. Den sockenstuga och fattigstuga som Albert Engström berättar om i sina texter finns i Hult. Vid Albert Engströms föräldrahem, Engströmsgården, finns en friluftsscen där de så kallade Engströmsspelen årligen framförs av "Hult-amatörerna".
- Thorild Wulff (1877-1917), botaniker och forskningsresande, porträttskulptur (1926) i Etnografiska museet i Stockholm.
- Olof Broman (1676-1750), porträttbyst av rektorn och kyrkoherden i Hudiksvall (1931), Hudiksvalls kyrka, Bromanparken, Hudiksvall. Olof Broman anses, tillsammans med Urban Hiärne, vara Sveriges förste romanförfattare, samt skrev om Hälsinglands historia, natur och kultur med mera.
- Eric Sparre (1816-1886), landshövding, byst (1936), Plantagets rabatt vid torget i Vänersborg.
- Anders Petter Löfström (1831-1909), Sundbybergs grundare, byst i svart granit, diabas, (utfördes 1944, invgdes 1946), bysten står på Esplanadens sluttning mot Tornparken i Sundbyberg sedan 1946, bysten donerad av Sundbybergs stad 1946. Anders Petter Löfström var lantman och politiker, han grundade Sundbybergs köping 1888 som 1927 blev Sundbybergs stad. Bysten över A.P. Löfström står vid Vegagatan, grundaren blickar ut över Esplanaden.

Vidare har Fagerberg skulpterat monumentalbyster:
- Emilie Flygare-Carlén (1807-1892), författare, född i Strömstad (1939), Strömstad.
- Kristina Nilsson (1843-1921), operasångerska (sopran), född i Vederslövs socken, död i Växjö, en staty vid Kristina Nilsson-gården i Ljungby över Kristina Nilsson utförd av Carl Fagerberg avtäcktes 1938. På statyn framställs hon som trettonåring med fiol i handen. Hon ligger begravd i ett mausoleum på Tegnérkyrkogården i Växjö.
- Axel Eliasson (1868-1932), grosshandlare, affärsman, Barnens dag-rörelsegrundare, anordnare av Barnens dag 1910-1931, monumentalbyst på Barnens ö (Lingslättö) i Väddö socken i Norrtälje kommun i Stockholms norra skärgård, som inköpts 1911. Barnens ö invigdes 1912 efter att Barnensdagsföreningen i Stockholm inköpt Lingslättö på Väddö.
- Christofer Wassberg (1863-1929), folkskollärare, lekledare vid Stockholms folkskolor, föreståndare på Barnens ö, han var god hjälp till Axel Eliasson vid anordnandet av barnfesterna, monumentalbyst på Barnens ö.

### Bilder porträttskulpturer

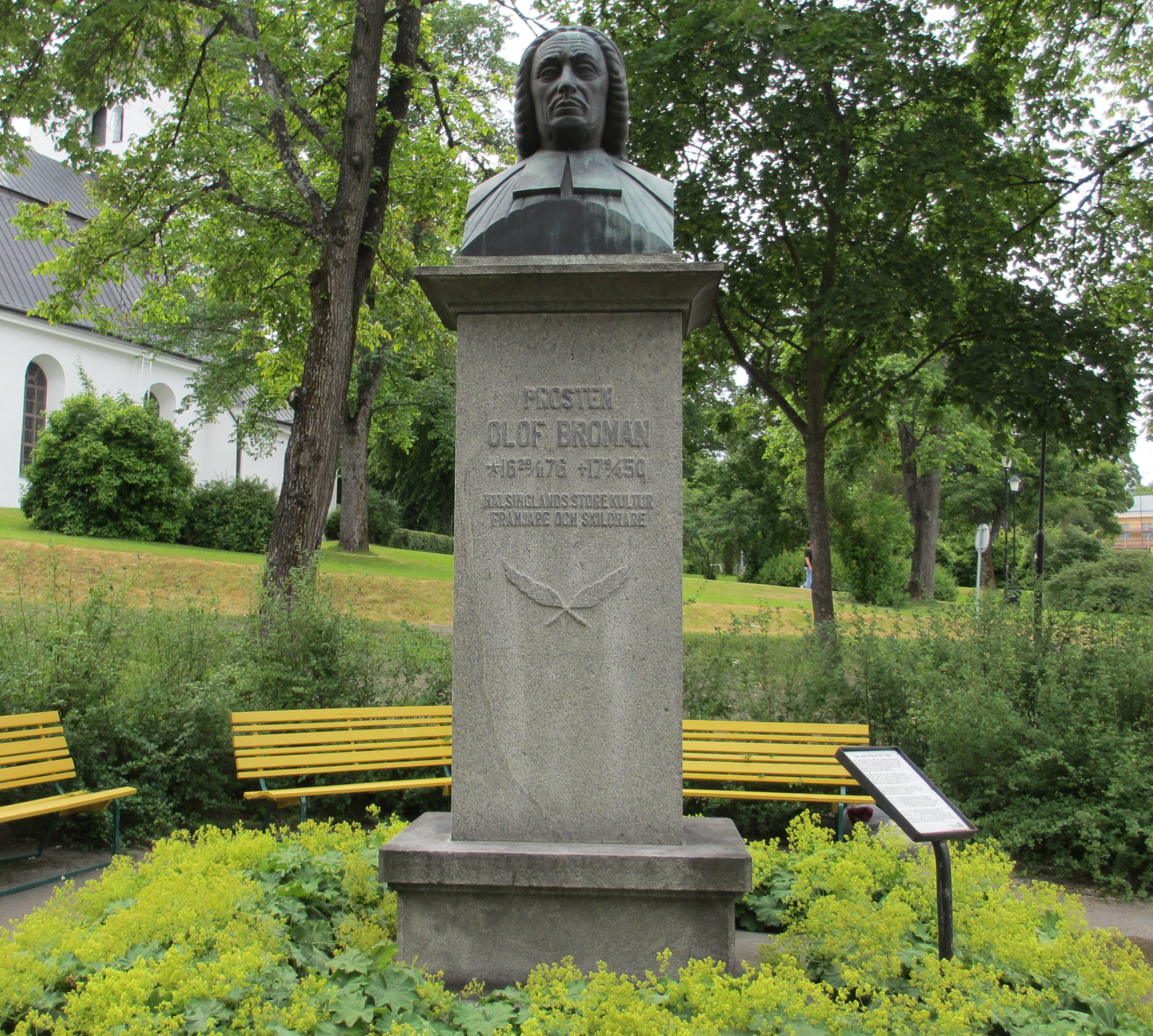
Byst av prosten Olof Broman (1931) vid Hudiksvalls kyrka.
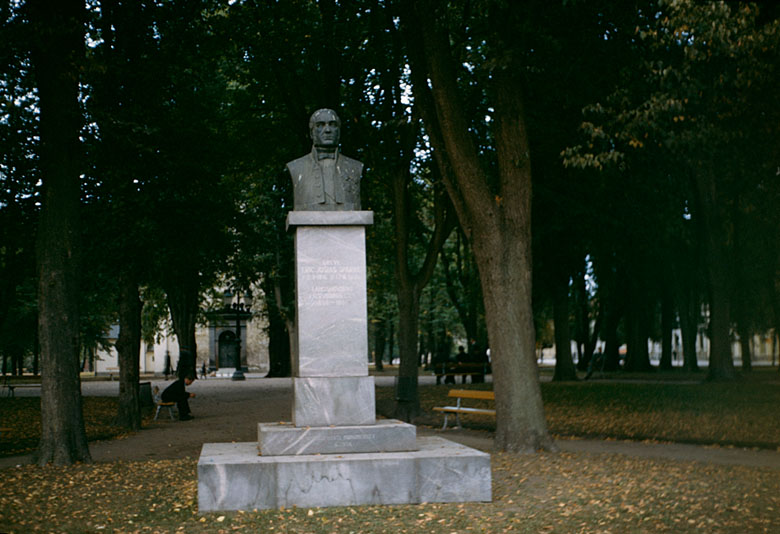
Byst av landshövding Eric Sparre (1816-1886) (invigd 1936), Plantagets rabatt vid torget i Vänersborg.
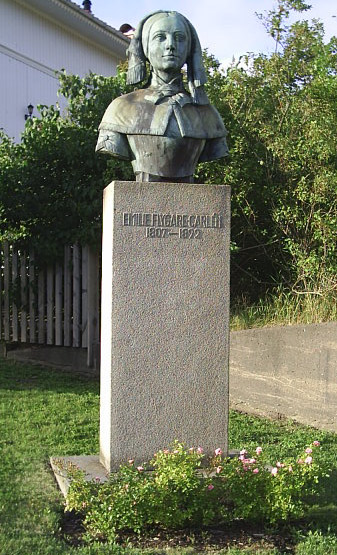
Emilie Flygare-Carlén (1939), porträttbyst i brons av författaren i hennes barndomsstad Strömstad.
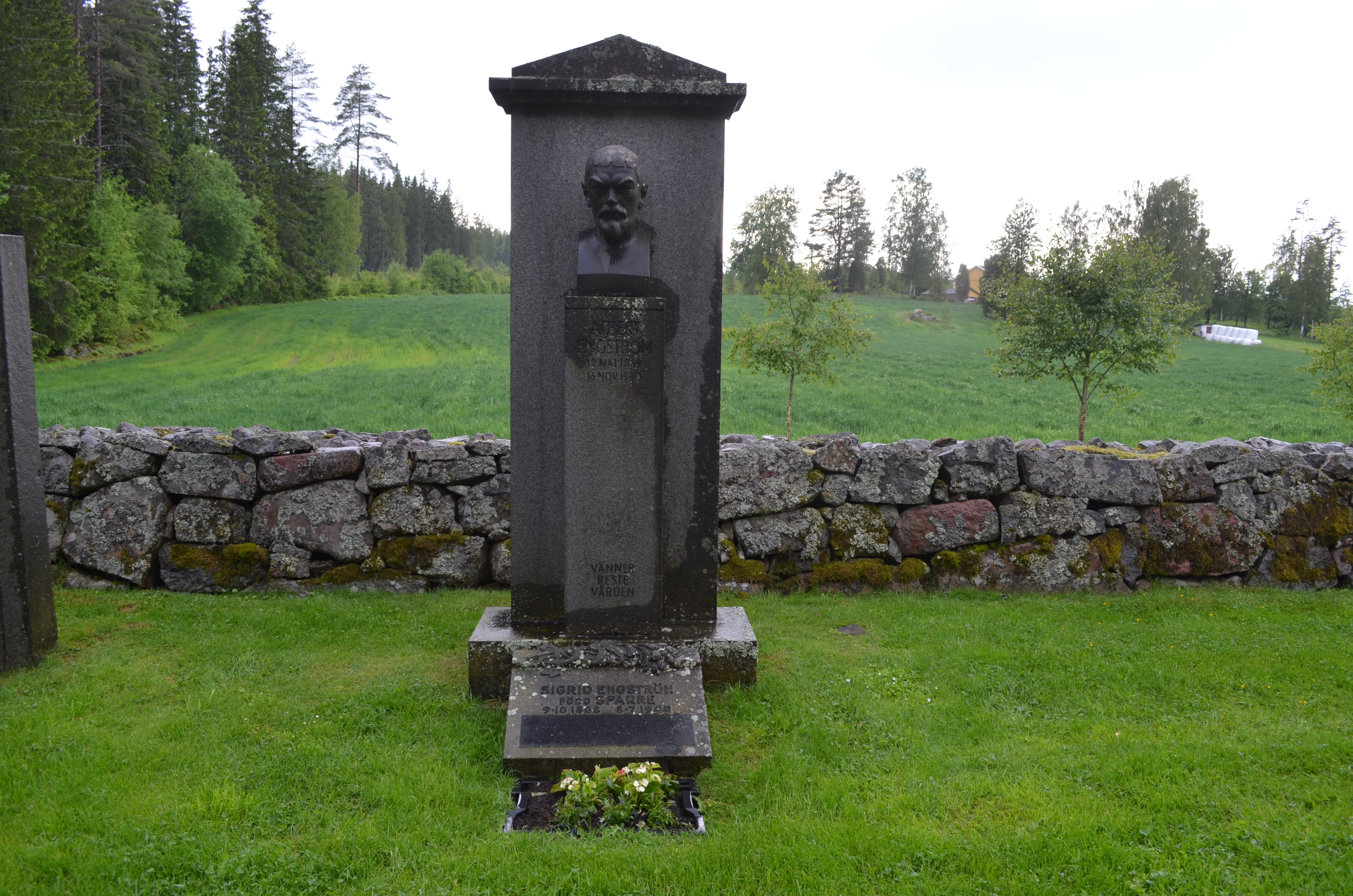
Albert Engströms gravvård (1943). Porträttskulptur på kyrkogården vid Hults kyrka i Småland.
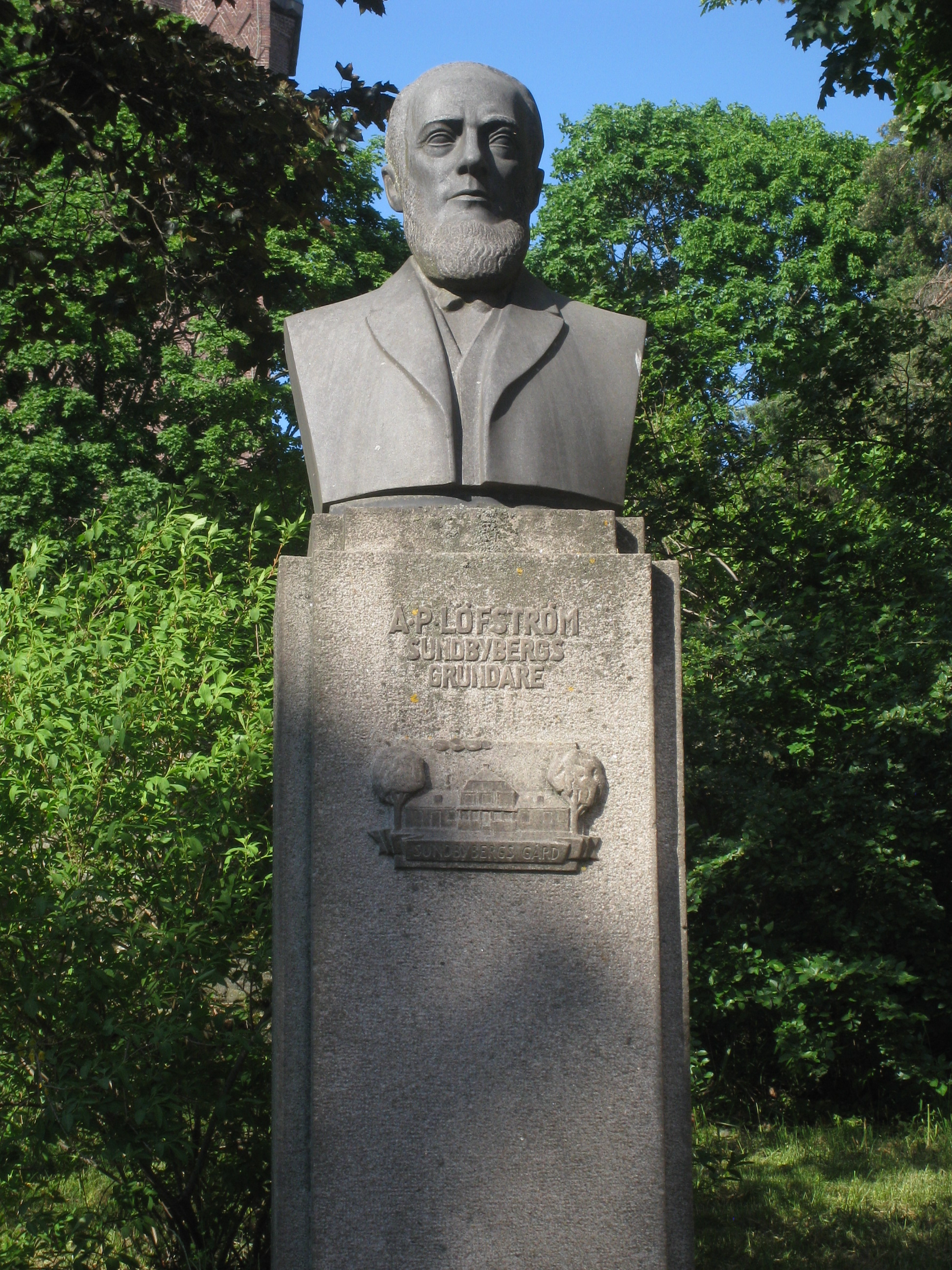
Anders Petter Löfström (1946), Sundbybergs grundare, bysten står på Esplanadens sluttning mot Tornparken i Sundbyberg.

### Reliefen i Swedenborgskyrkan, Stockholm
I Swedenborgskyrkan, Swedenborgs Minneskyrka i Stockholm vid Tegnérlunden 7 i Stockholm, har Carl Fagerberg skapat den stora reliefen på väggen längst fram till väster (1927). Hela byggnaden och kyrkorummet och dess inredning ritades av arkitekt Erland Heurlin (1865-1947) på uppdrag av Nya Kyrkans svenska församling och invigdes den 4 september 1927. Under åren 1884-1887 var Heurlin elev vid Tekniska högskolan och åren 1887-1890 var han elev vid Konstakademien. Kyrkan är uppkallad efter Emanuel Swedenborg (1688–1772). Swedenborgs Minneskyrka ligger på Tegnérlunden 7 i Stockholm.

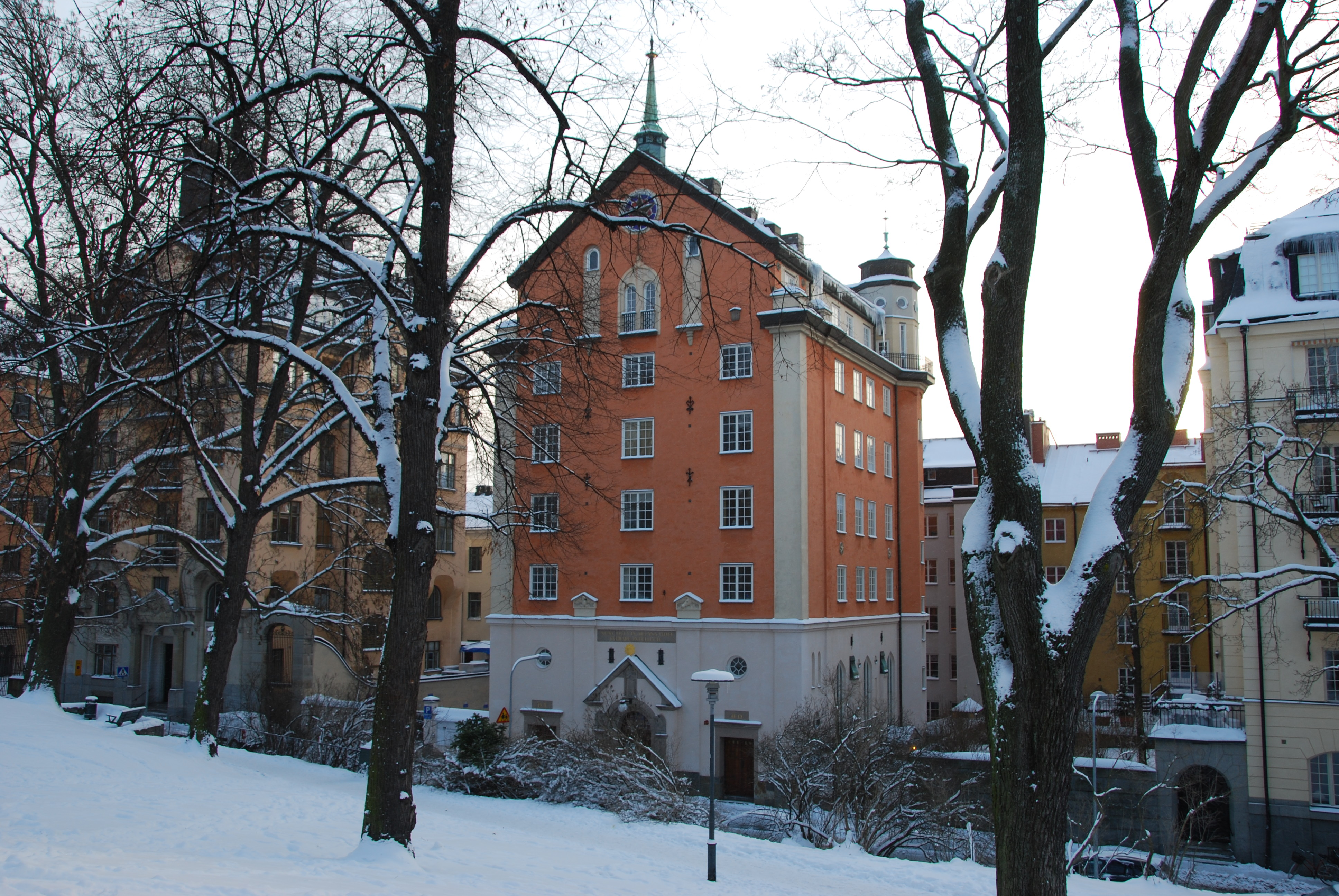
Swedenborgs Minneskyrka i Stockholm på Tegnérlunden 7 i centrala Stockholm.
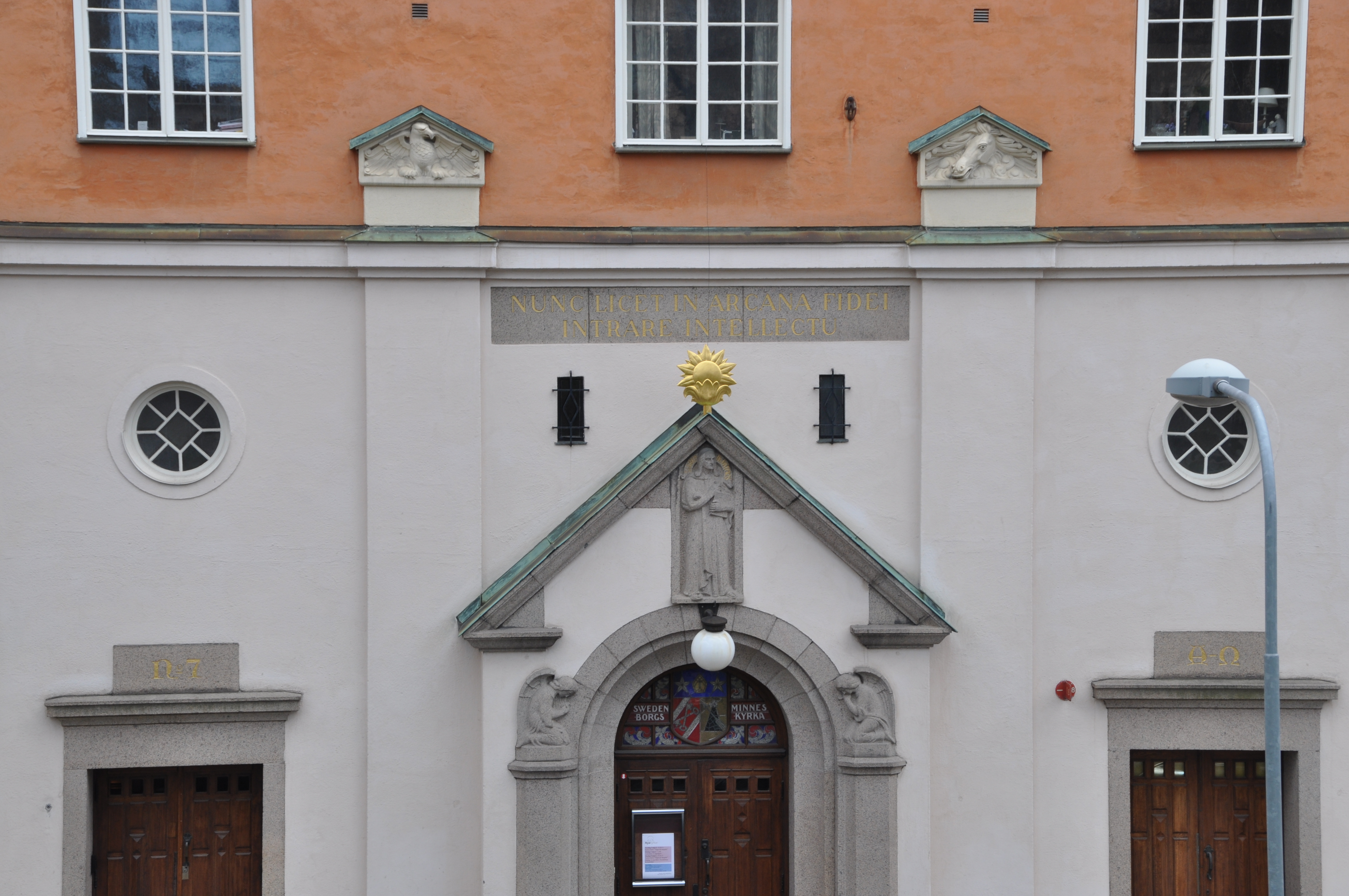
Nya kyrkan eller Swedenborgskyrkan Carl Fagerberg skapade portalens väggrelief (1927).

## Representerad
- Fagerberg finns representerad vid bland annat Nationalmuseum i Stockholm.[42]
- Kalmar konstmuseum[43]

## Travellers Club Stockholm hedersmedalj
Carl Fagerberg var medlem i Travellers Club och han skulpterade klubbens hedersmedalj, instiftad 1921 till 10-årsjubileet. Travellers Club stiftades i Stockholm den 13 februari 1911. Hedersmedaljen graverades av professor Erik Lindberg, Konstakademin, han är mannen bakom medaljerna till Nobelpristagarna.

## Utmärkelser
- Riddare av första klassen av Vasaorden, 1930.[46]
- Riddare av Vasaorden, 1932.[11]
- Riddare av Nordstjärneorden, 1936.[47]